# La Grave
La Grave est une commune française située dans le département des Hautes-Alpes en région Provence-Alpes-Côte d'Azur.
Son territoire est en majorité situé en haute montagne et il comporte plusieurs espaces naturels protégés, dont une partie dans le parc national des Écrins. Cette commune est notamment réputée pour ses espaces naturels, la pratique de l'alpinisme, le ski hors-piste dans les vallons de la Meije, plusieurs événements sportifs et des festivals culturels tels que le festival de musique contemporaine Messiaen au pays de la Meije. Le bourg principal et les hameaux ont conservé un aspect villageois traditionnel.
L'accès routier à La Grave s'effectue par la route départementale 1091 (ex-route nationale 91), qui la relie notamment à Grenoble (département de l'Isère) à l'ouest et à Briançon à l'est. Elle est ainsi une halte sur un axe de passage fréquenté reliant les départements de l'Isère et des Hautes-Alpes, les régions Auvergne-Rhône-Alpes et Provence-Alpes-Côte d'Azur, et permettant le lien entre France et Italie par l'accès au col du Montgenèvre situé à l'est de Briançon.

## Géographie
La commune de La Grave, traversée par le 45e parallèle nord, est de ce fait située à égale distance du pôle Nord et de l'équateur terrestre (environ 5 000 km).

### Localisation

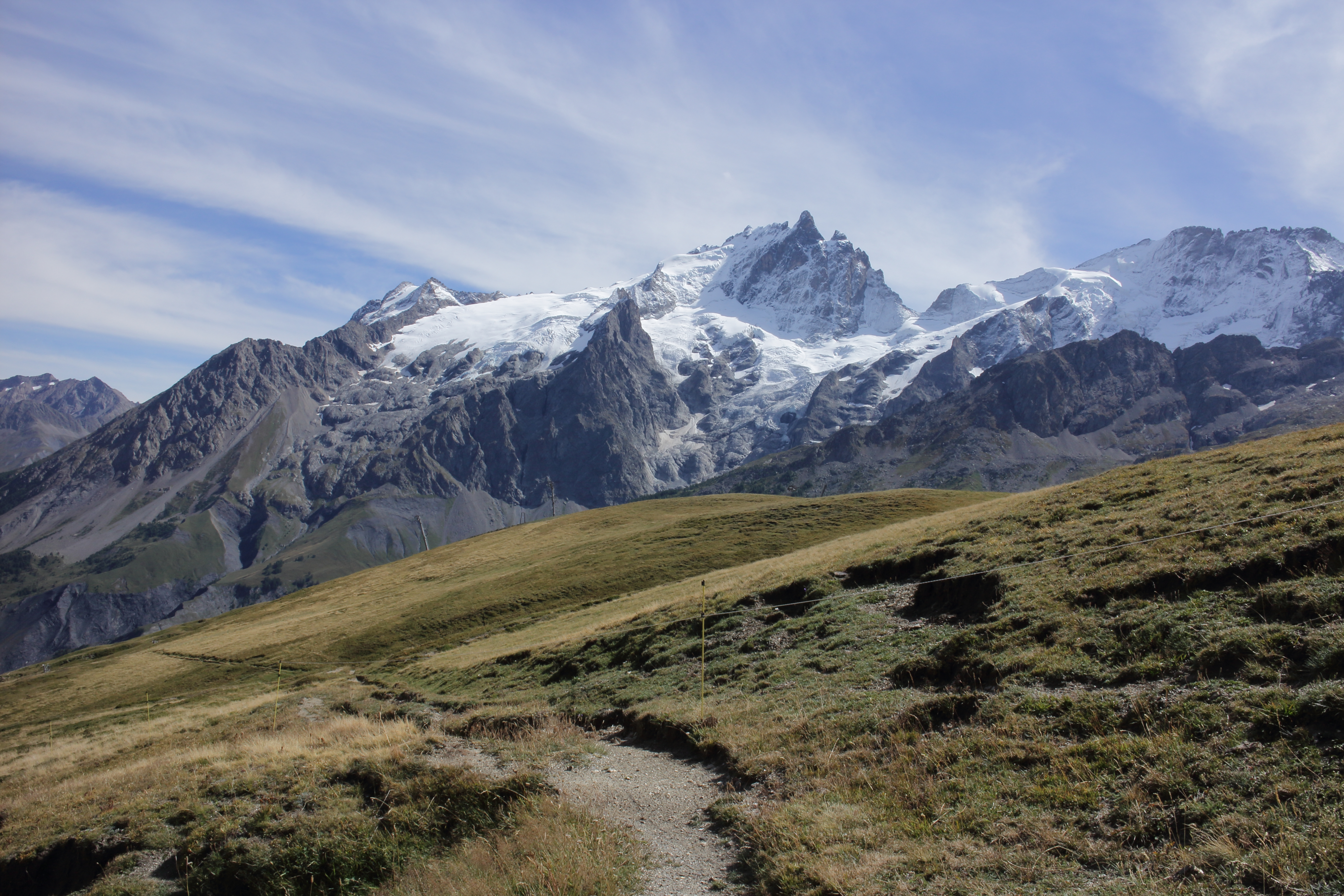
Vue du massif de la Meije depuis le plateau d'Emparis.

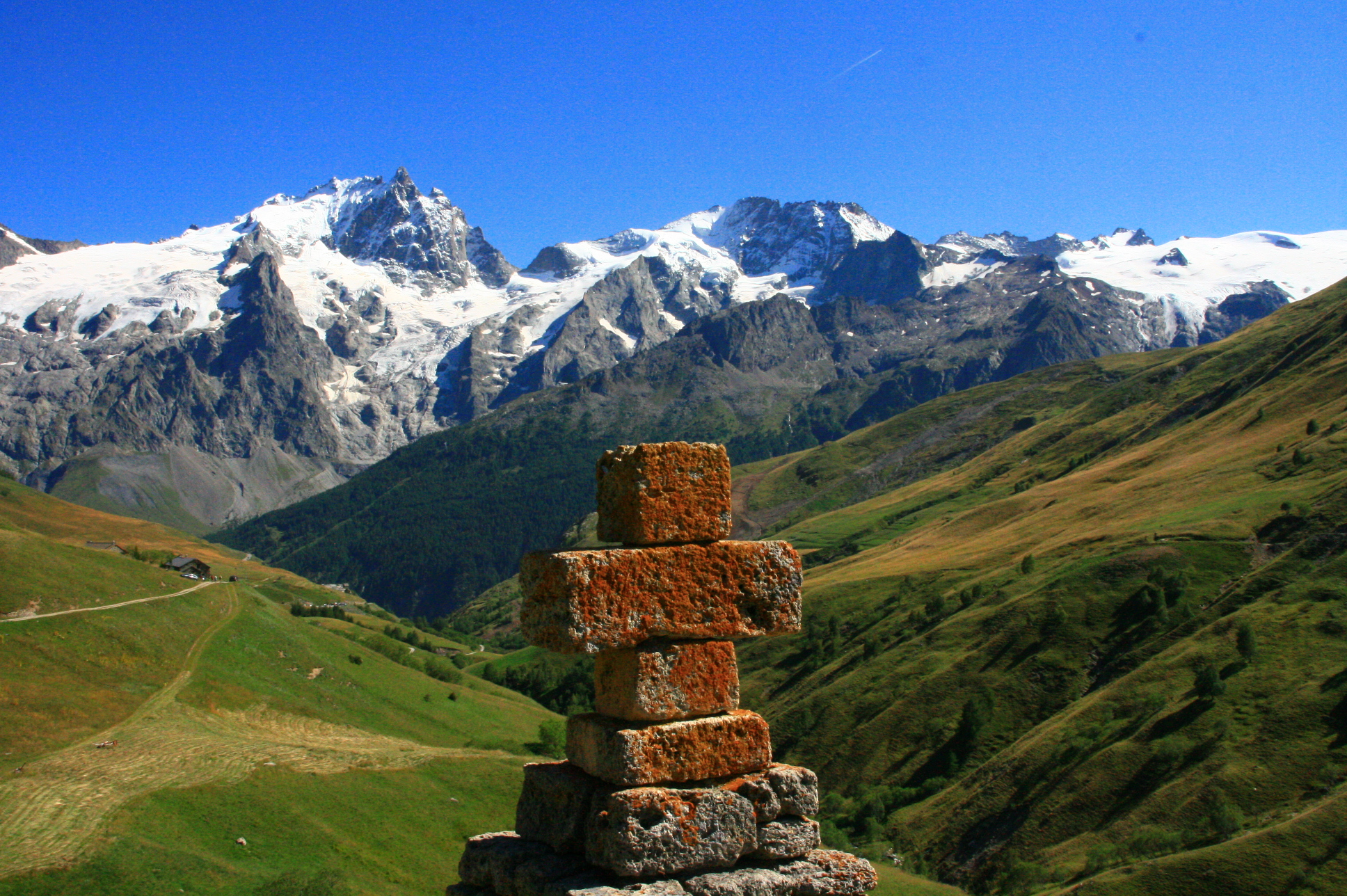
Le massif de La Meije vu depuis le vallon de la Buffe, en amont du Chazelet.

La Grave est une commune située dans la partie nord du département des Hautes-Alpes, avec un territoire limitrophe des départements de l'Isère à l'ouest et au sud, et de la Savoie au nord. L'accès routier s'effectue par la route départementale 1091, axe principal qui dessert et traverse la vallée de la Haute-Romanche qui accueille cette commune.
Le bourg principal de La Grave est situé à 1 500 m d'altitude sur la rive droite de la haute vallée de la Romanche. Il se trouve à 10 kilomètres à l'ouest du col du Lautaret et à 35 kilomètres de Briançon (qui est la sous-préfecture des Hautes-Alpes) ; il se trouve à environ 80 km de Grenoble (préfecture du département de l'Isère, dans la région Auvergne-Rhône-Alpes).

### Géologie et relief
La commune est dominée au sud par le massif de la Meije, second sommet du massif des Écrins, à 3 982 m d'altitude. Au nord, s'élèvent les aiguilles d'Arves, à 3 514 mètres d'altitude ; les deux massifs, au sud et au nord, ont des vallées suspendues nommées « vallons » situées entre 2 500 et 3 500 mètres d'altitude, qui offrent de vastes pâturages d'altitude. La vallée de la haute Romanche est encaissée, avec une rive gauche en pente raide couverte de rochers et d'éboulis, tandis que la rive droite a des pentes moins raides avec des épaulements glaciaires qui accueillent la grande majorité des villages et des cultures.
Le massif de la Meije comporte un socle cristallin constitué de roches éruptives tels que le granite, qu'on retrouve au sommet de la Meije, et de roches métamorphiques telles que le gneiss et les amphibolites, qui se retrouvent dans la combe de Malaval, ainsi que de migmatites, qu'on retrouve au Pic de l'Homme ; au nord de la vallée de la Romanche, le Plateau d'Emparis est un ensemble sédimentaire qui recouvre ce socle cristallin. D'anciens glaciers ont façonné des terrains sédimentaires dans la zone ultradauphinoise : ainsi la zone des alpages, du Plateau d'Emparis et du Pic du Mas de la Grave prennent place sur une bande de schistes et de calcaires jurassiques ; tout proche est le flysch des Aiguilles d'Arves, avec une formation épaisse faite de grès et de conglomérats ainsi qu'un flysch calcaire, schisteux et gréseux. Des formations plus récentes liées aux effets des glaciers du quaternaire recouvre en partie certaines formations plus anciennes ; ils se mêlent à certains endroits à des éléments liés à une érosion plus récente encore ; les effets de l'érosion peuvent de nos jours être à l'origine de mouvements de terrain dans ces zones.
La commune est située dans le Géoparc des Alpes Cottiennes, qui a pour objectif d'illustrer les épisodes géologiques de la formation des Alpes dans la région de ce qui était au temps de l'Empire romain les Alpes Cottiennes. Ce géoparc est un projet transfrontalier de la Communauté de Montagne du Pinerolese (en Italie), et la Communauté de Communes du Briançonnais (en France).

### Hydrographie
Le territoire de la commune comporte plusieurs glaciers ; les principaux sont : une partie du glacier de l'Homme, le glacier du Tabuchet, le glacier de la Meije, le glacier du Râteau, le glacier de la Girose, le glacier du Vallon et une partie du glacier de Mont-de-Lans. En partie nord de la commune, se trouve également le glacier Lombard.
Le principal cours d'eau traversant la commune est la Romanche, qui donne son nom à la vallée principale et la traverse d'est en ouest. Plusieurs torrents se jettent dans celle-ci.
Issus du massif de la Meije, se trouvent : le torrent de Chabans, le torrent du Tabuchet (issu du glacier du Tabuchet), le torrent de la Béous, le rif de Puy Vachier qui prend sa source au lac de Puy Vachier, le torrent de l'Orcière, le rif de la Girose, le rif de Chirouze, le rif de Muretouse, le rif des Balmes, le rif de Mésitel et le torrent du Balmet.

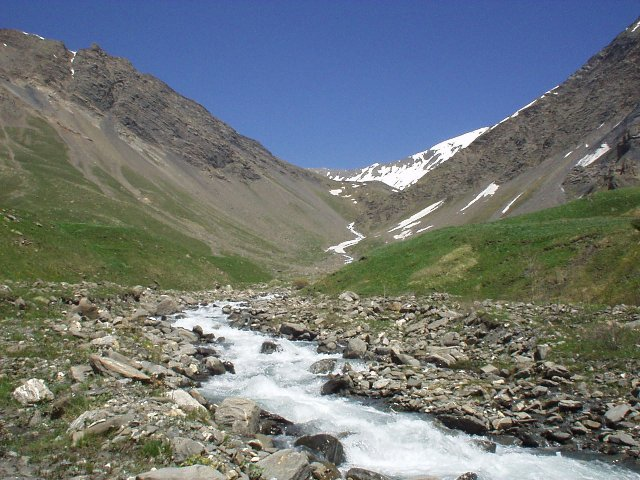
Le torrent du Maurian, dans la vallée de Valfroide, en montant vers le refuge du Goléon.

Issus du massif des Arves, se trouve notamment le Maurian ; celui-ci recueille les eaux du torrent de Cuichinet (qui recueille celles du torrent de Vendrelet), du torrent de Chasse, du torrent du Puy Garnier, du torrent du Creppe de l'Ane, du torrent de Jourragnette, et du torrent de la Combe Longue. Le torrent des Clots est un affluent de la Romanche. Le torrent du Gâ se jette également dans la Romanche, il recueille en amont les eaux du torrent de Martignare, du torrent de Taud (qui recueille celles du torrent du Gay), du torrent de la Chabanerie (qui recueille celles du torrent de Tirière), du torrent de la Courbelle, du torrent de l'Infernet (recueillant lui-même celles du torrent du Cognet), du torrent de Valfredène (qui recueille celles du torrent de la Côte Rouge), du ruisseau de Rachas, du torrent des Combettes, du torrent des Bernes, du torrent de la Chezalette, du torrent de Forette. En amont du hameau des Fréaux, le torrent du Gâ forme la cascade de la Pucelle. Les torrents nommés Rif de Pré Veyraud, Rif de Galan, Rif de Caturgeas et le Rif Tort se jettent dans la Romanche en aval du hameau des Fréaux.
Le lac du Goléon (2 438 m d'altitude), alimenté par le Maurian, se situe près de l'aiguille du Goléon, au nord-est de la commune. À l'est, sur le plateau d'Emparis, se trouvent le lac Noir et le lac Lérié, ainsi que de petits étangs qui s'assèchent en partie en été. Sur les pentes du massif de la Meije, se trouve le lac de Puy Vachier ; une petite retenue d'eau artificielle existe également près de la gare du Peyrou d'Amont.

### Climat
Pour des articles plus généraux, voir Climat de Provence-Alpes-Côte d'Azur et Climat des Hautes-Alpes.
En 2010, le climat de la commune est de type climat de montagne, selon une étude du Centre national de la recherche scientifique s'appuyant sur une série de données couvrant la période 1971-2000. En 2020, Météo-France publie une typologie des climats de la France métropolitaine dans laquelle la commune est exposée à un climat de montagne ou de marges de montagne et est dans une zone de transition entre les régions climatiques « Alpes du nord » et « Alpes du sud ».
Pour la période 1971-2000, la température annuelle moyenne est de 6,4 °C, avec une amplitude thermique annuelle de 16,2 °C. Le cumul annuel moyen de précipitations est de 1 086 mm, avec 8,8 jours de précipitations en janvier et 7,9 jours en juillet. Pour la période 1991-2020, la température moyenne annuelle observée sur la station météorologique de Météo-France la plus proche, « Villar d'Arène », sur la commune de Villar-d'Arêne à 2 km à vol d'oiseau, est de 5,3 °C et le cumul annuel moyen de précipitations est de 861,2 mm. 
La température maximale relevée sur cette station est de 32,6 °C, atteinte le 23 août 2023 ; la température minimale est de −29,6 °C, atteinte le 5 février 2012,,.
Les paramètres climatiques de la commune ont été estimés pour le milieu du siècle (2041-2070) selon différents scénarios d'émission de gaz à effet de serre à partir des nouvelles projections climatiques de référence DRIAS-2020. Ils sont consultables sur un site dédié publié par Météo-France en novembre 2022.

## Urbanisme

### Typologie
La Grave est une commune rurale,. Elle fait en effet partie des communes peu ou très peu denses, au sens de la grille communale de densité de l'Insee,. La commune est en outre hors attraction des villes,.
La Grave est classée en zone de montagne, telle que définie par la Loi Montagne.

### Occupation des sols
Les hameaux de La Grave sont répartis pour une part le long de la RD 1091 proche de la Romanche, et pour une autre part en altitude ; les alentours des hameaux comportent de nombreuses prairies de fauche qui marquent le paysage, et la partie nord du territoire comporte notamment des pelouses d'altitude, ainsi que des roches nues et des glaciers. La Romanche et la route RD 1091 forment un axe est-ouest qui divisent le territoire en deux ; au sud de cette démarcation, se trouvent essentiellement une partie boisée, surplombée par les roches nues et les glaciers du massif de la Meije.
Quatre types d'occupation des sols peuvent être distingués : les zones urbanisées, les espaces agricoles, les espaces naturels et les surfaces en eau. En 2010, les superficies agricoles utilisées représentaient environ 759 ha, soit 6 % de celui-ci.
En 2008, les activités liées à l'industrie et l'artisanat étaient surtout installées au Grand-Clot, tandis que les activités liées à l'administration publique prenaient place dans le chef-lieu.
Le tableau ci-dessous présente l'occupation des sols de la commune en 2018, telle qu'elle ressort de la base de données européenne d’occupation biophysique des sols Corine Land Cover (CLC).
| Type d’occupation                             | Pourcentage | Superficie (en hectares) |
| --------------------------------------------- | ----------- | ------------------------ |
| Prairies et autres surfaces toujours en herbe | 0,5 %       | 66                       |
| Systèmes culturaux et parcellaires complexes  | 0,4 %       | 44                       |
| Forêts de conifères                           | 4,9 %       | 599                      |
| Forêts mélangées                              | 0,4 %       | 52                       |
| Pelouses et pâturages naturels                | 35,0 %      | 4321                     |
| Landes et broussailles                        | 4,0 %       | 499                      |
| Roches nues                                   | 28,0 %      | 3458                     |
| Végétation clairsemée                         | 18,4 %      | 2271                     |
| Glaciers et neiges éternelles                 | 8,4 %       | 1034                     |
| Source : Corine Land Cover                    |             |                          |

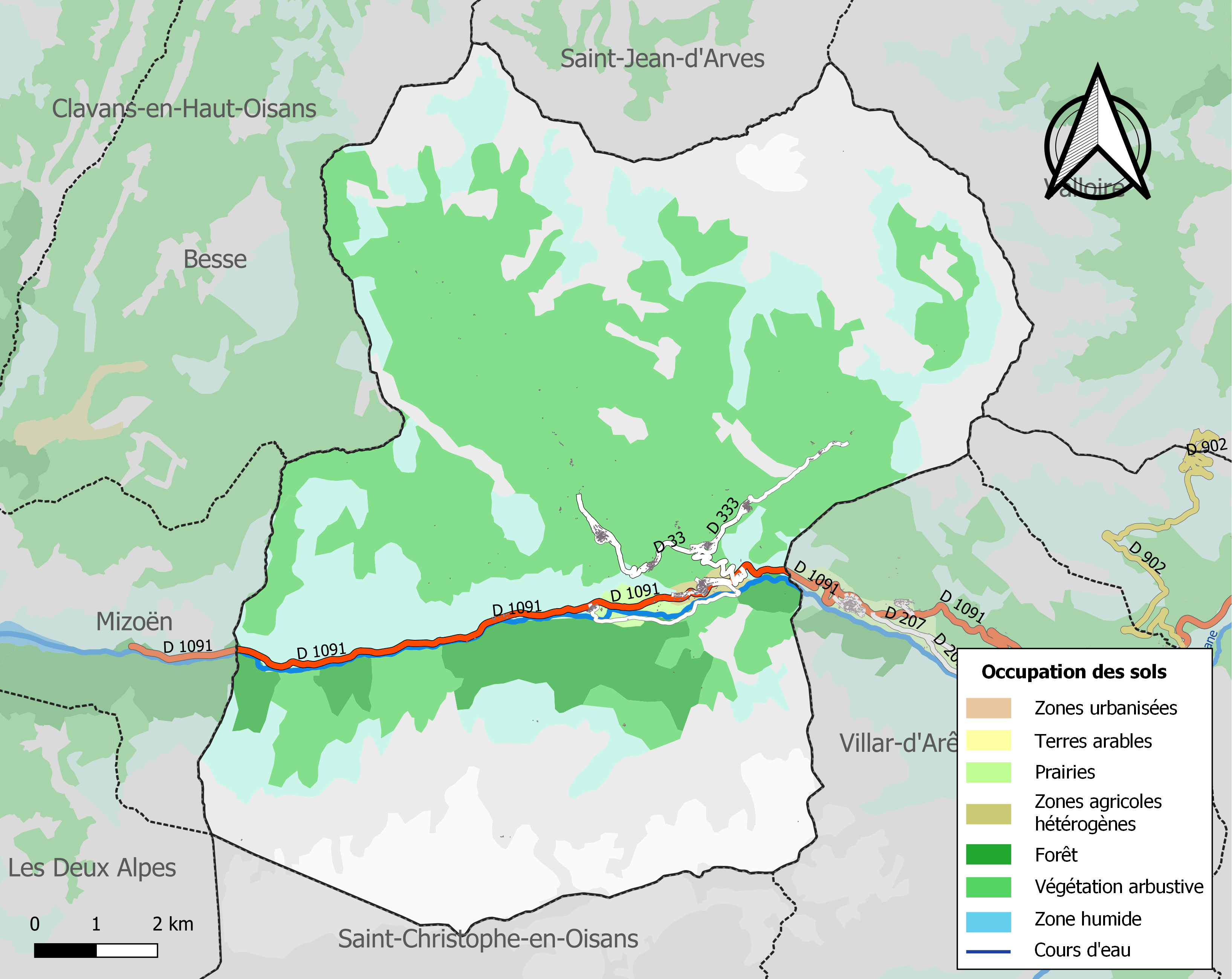
Carte des infrastructures et de l'occupation des sols de la commune en 2018 (CLC).
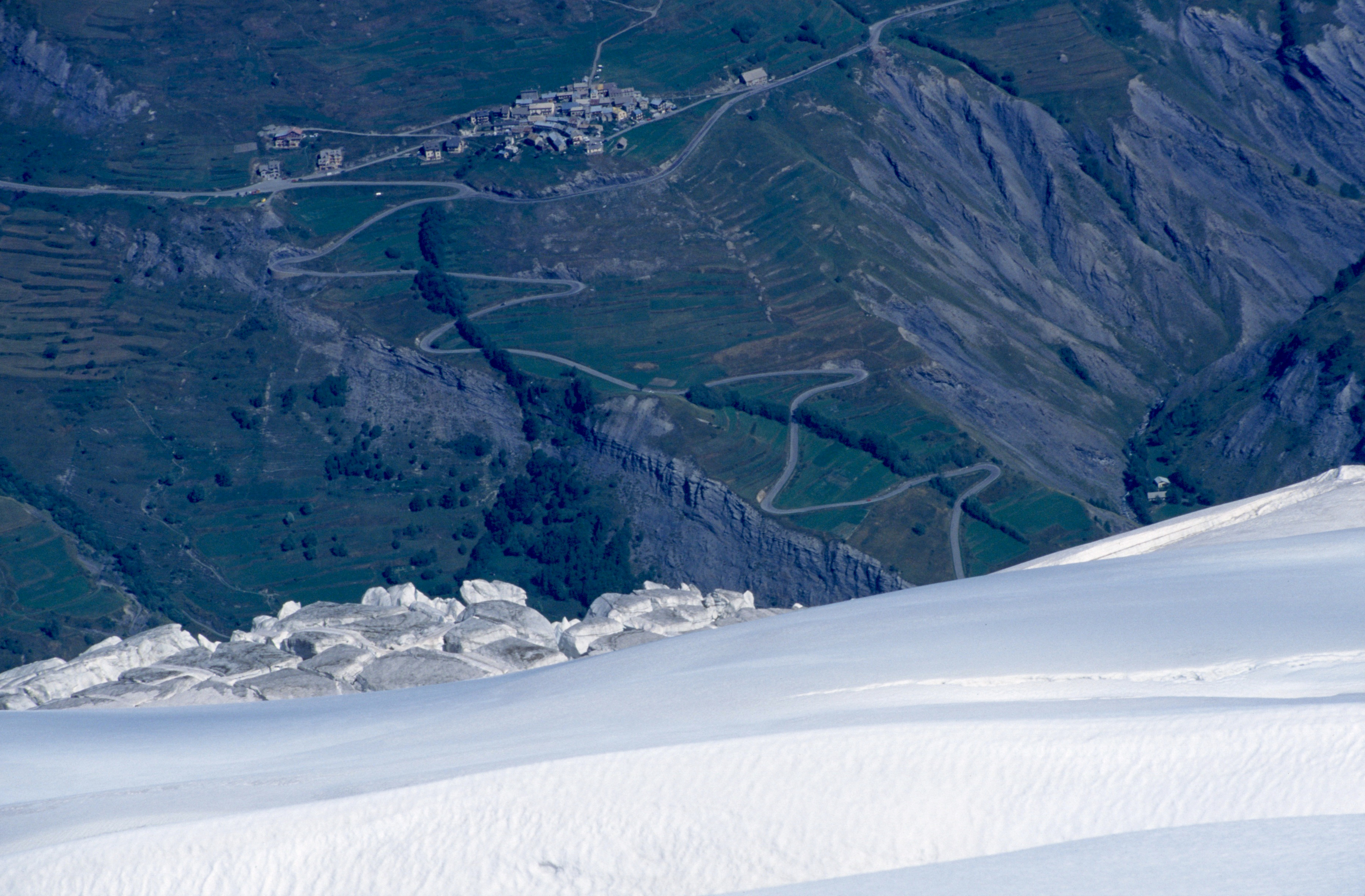
Ventelon, l'un des hameaux de La Grave, vu du Pic central de la Meije.

### Morphologie des villages

#### Disposition des hameaux sur le territoire

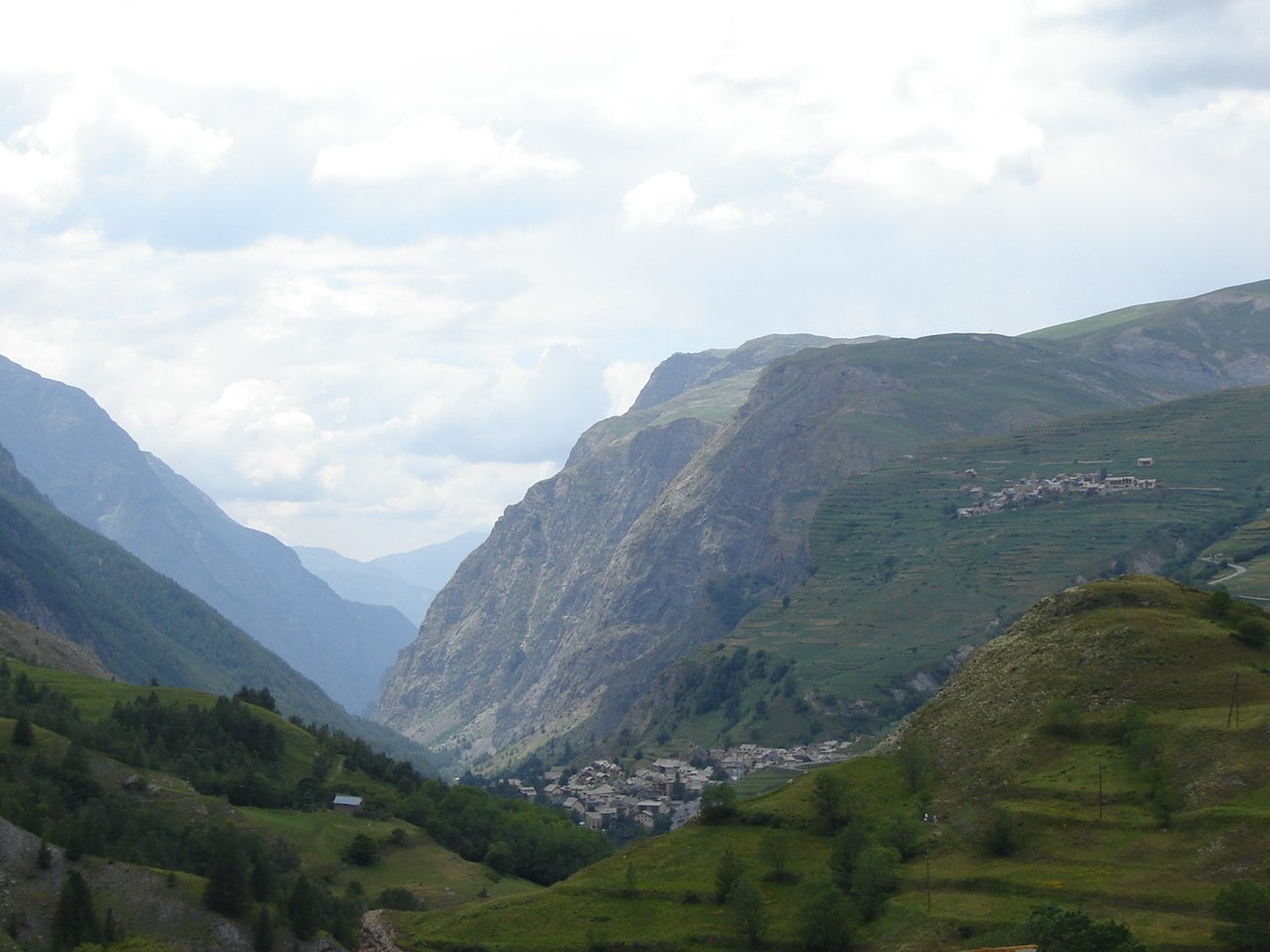
Le chef-lieu de La Grave (en bas), les Terrasses (en haut) et la vallée de la Romanche vues depuis Villar d'Arêne.

La commune est constituée du bourg de la Grave et de six hameaux principaux, tous répartis entre 1300 et 1900 mètres d'altitude : ceux du Grand-Clot (altitude 1 330 m) et des Fréaux (altitude 1 360 m) sont en aval du chef-lieu nommé La Grave (altitude 1 430 à 1 480 m), tandis que les autres hameaux que sont le Chazelet (altitude 1 800 m), les Terrasses (altitude 1 780 m), Ventelon (altitude 1 750 m) et les Hières (altitude 1 780 m) sont situés sur les versants de montagne situés en amont. Valfroide se compose de petits groupes de constructions éloignés les uns des autres situés dans le vallon du Maurian, en amont des Hières et n'est pas considéré comme un hameau dans le PLU. D'autres hameaux ont existé dans les alpages, dont on peut voir des ruines et quelques maisons d'alpage rénovées accueillant des résidents en été uniquement ; ils sont accessibles par des pistes en terre ou des sentiers de randonnée : parmi ceux-ci, les Clots (au-dessus de Ventelon), le Puy Golèfre (entre La Grave et Villar-d'Arêne), le Clos Raffin (près du Plateau d'Emparis) et les trois groupements des Rivets (au-delà du Chazelet dans le vallon de la Buffe). Des installations liées à d'anciennes exploitations minières se trouvent au Grand-Clot, dans la combe de Malaval, le long de la route départementale 1091 à l'ouest des Fréaux. De nos jours, ce dernier hameau correspond à la zone économique artisanale de la commune.
Le réseau de la voirie au cœur des villages présente des largeurs variables : certaines voies qui avaient une importance pour le passage sont larges, tandis que les autres sont étroites. De plus, certaines rues sont très pentues, comme dans le chef-lieu entre les constructions situées en bord de la RD 1091 et celles en haut du village, avec une différence d'altitude de 30 m pour une distance de 200 m. Un certain nombre de rues ne sont pas carrossables.

#### Le chef-lieu
Surplombant la rive droite de la Romanche, le chef-lieu comprend un centre ancien auprès duquel ont pris place des constructions plus récentes. L'urbanisation a dans un premier temps pris en compte le relief, puis elle s'est étendue de façon contenue en aval de la RD 1091 et vers l'ouest du bourg ; les berges de la Romanche accueillent deux campings.
Le centre ancien comporte des constructions mitoyennes aux façades souvent alignées, sur de petites parcelles ; en aval de la RD 1091, on retrouve cette même logique de construction, notamment du fait de la topographie des lieux ; deux lieux-dits ont des constructions avec des implantations un peu plus libres. Les façades présentent des enduits de teinte claire, des pierres apparentes ou des parties en bois sous forme de bardage, celles du centre ancien présentant souvent un mélange de deux de ces aspects ; l'Office du tourisme, de construction assez récente, est le seul bâtiment ayant une esthétique extérieure « tout bois ». Les toitures sont le plus souvent à deux pans, recouvertes en majorité par de la tôle ondulée, qui est peu à peu remplacée par le bac acier ou quelques tuiles d'aspect ardoise.

#### Les autres villages
Comme pour le chef-lieu, les constructions de centre-village sont souvent implantées en limites séparatives de parcelles et présentent des façades en alignement, là encore du fait de l'exiguïté des terrains ; les maisons bâties un peu plus tardivement autour du centre ancien peuvent avoir des implantations plus libres. Les façades sont pour certaines en pierres apparentes, d'autres enduites avec une couleur claire, quelques-unes présentent des parties parées de bardage bois ; certaines mélanges ces différents aspects.

### Logement
En 2017, la commune compte 984 logements, dont 24,5 % de résidences principales, 73,6 % de résidences secondaires et 1,9 % de logements vacants. La part des ménages propriétaires de leur résidence principale est de 56,7 %.

### Architecture locale
L'architecture traditionnelle de la commune a fait l'objet d'études. Entre 1978 et 1981, en collaboration avec le Parc national des Écrins, le Secrétariat régional de l'inventaire général des monuments et des richesses artistiques de la France a étudié l'architecture traditionnelle des communes de la zone périphérique de ce parc national ; l'unité territoriale concernant La Grave est son canton et comprend donc La Grave et Villar-d'Arêne.
Sur la commune, quelques édifices religieux peuvent être datés, tandis qu'on estime moins bien les périodes de construction des bâtiments d'habitation ; on ignore aussi quels bâtiments précédents elles ont pu remplacer. Des maisons portent une ou plusieurs pierres affichant des dates, des chronogrammes, souvent gravés et accompagnés d'initiales ou de motifs ; toutefois, parmi ces pierres, certaines ont été remployées dans des constructions qui semblent postérieures. C'est souvent le cas pour les chronogrammes des XVIe et XVIIe siècles. D'autres pierres notent les dates qui pourraient être celles d'extensions et certaines bâtisses portent des dates contradictoires. Seulement quatre chronogrammes sont antérieurs à 1600 et les pierres ont été remployées, tandis que la plupart indiquent des années entre 1780 et 1880. Cette dernière période correspond à la dernière grande croissance démographique, jusqu'à 1850 ; la baisse de population qui a suivi n'a plus engendré de nouveaux besoins de construction pour habiter ; seuls les villages touchés par la route qui devient carrossage au milieu du XIXe siècle voient encore des constructions et des modifications importantes : relais de postes, d'auberges ou d'entreprises de roulage.
Autrefois, dans une économie surtout agricole, chaque famille était une unité de production et le foyer possédait une demeure permanente et un habitat d'estive lié à son activité. Les maisons des villages de la vallée, où résidaient les habitants hors mois d'été, étaient conçues pour abriter de grandes réserves de foin, mais de troupeaux réduits en hiver ; l'élevage s'est développé à partir de la seconde moitié du XIXe. Les maisons ne se différencient pas les unes des autres selon leur époque de construction, entre le début du XVIIIe et le milieu du XIXe siècle.

### Planification de l'aménagement
Le territoire de la commune est concerné par la loi n°85-30 du 9 janvier 1985 relative au développement et à la protection de la montagne, aussi appelée « Loi Montagne », qui a comporte des éléments importants liés à l'aménagement et l'urbanisme ; cette loi a été complétée en décembre 2016 par la loi de modernisation, de développement et de protection des territoires de montagne, dite loi Montagne II.
La Grave adhère à la charte du Parc national des Écrins et son aménagement peut donc être soumis à des contraintes liées à celui-ci.
La loi SRU du 13 décembre 2000 a incité fortement les communes à se regrouper au sein d'un établissement public, pour déterminer les parties d'aménagement de l'espace au sein d'un schéma de cohérence territorial (SCoT), un document essentiel d'orientation stratégique des politiques publiques à une grande échelle. La Grave est dans le territoire du SCoT du Briançonnais, approuvé le 3 juillet 2018 sur le territoire composé des treize communes de la Communauté de Communes du Briançonnais (CCB).
En matière de planification, La Grave dispose d'un plan local d'urbanisme (PLU), approuvé le 8 septembre 2015 par le conseil municipal et dont la dernière mise à jour date du 3 août 2017. Antérieurement au PLU, La Grave avait un plan d'occupation des sols (POS), approuvé le 18 février 2002 par le Conseil municipal ; la révision du POS et l'élaboration du futur PLU ont été décidés par le Conseil municipal le 2 février 2011.
La commune est concernée par le Schéma directeur d'aménagement et de gestion des eaux (SDAGE) Rhône-Méditerranée ainsi que par le Schéma d'aménagement et de gestion des eaux (SAGE) Drac-Romanche.

### Voies de communication et transports
L'unique voie d'accès à la commune est la route départementale 1091 (anciennement la route nationale 91), qui va de Grenoble (Isère) à Briançon (Hautes-Alpes) ; cette route traverse le bourg principal et longe le hameau des Fréaux ainsi que celui du Grand Clot. La route départementale D233t est située face au bourg principal de La Grave, en rive gauche de la Romanche ; elle relie ce bourg au hameau des Fréaux. La route départementale D33 permet d'accéder aux hameaux situés plus en altitude : Ventelon, Les Terrasses et le Chazelet ; la D333 permettant de relier Ventelon aux Hières. Au-delà du hameau des Hières, un chemin permet de gagner les hameaux de Valfroide. Au-delà du Chazelet, un autre chemin permet de gagner les hameaux des Rivets. La RD433 relie les hauteurs du chef-lieu au tunnel tout proche.
La RD 1091 permet la circulation des véhicules automobiles ; celle des véhicules tels que les camions est réglementée en fonction du gabarit et du tonnage de ceux-ci. L'itinéraire est également fréquenté par les motards. Enfin, de nombreux cyclistes empruntent également cette route, en cyclotourisme ou pour du vélo sportif. Elle est classée route à grande circulation.
La commune bénéficie du réseau de transports départemental avec la Ligne express régionale LER 35 (Briançon - Grenoble). Il existe également plusieurs solutions de covoiturage ainsi que des arrêts dédiés à ce mode de transport (points de rendez-vous). Les principales gares ferroviaires les plus proches sont celles de Briançon, d'Oulx et de Grenoble.
Enfin, le territoire est doté d'un réseau de sentiers de randonnée à pied tels le GR 50 et le GR 54.

### Énergie
La Grave compte plusieurs micro-centrales hydroélectriques.

### Risques naturels et technologiques
La commune est située dans le secteur d'un Plan de prévention des risques naturels et technologiques, approuvé le 12 février 2009 et modifié le 4 juillet 2017. Celui-ci prend en compte les risques naturels suivants sur la commune : le risque d'inondations torrentielles — lié aux torrents de montagne —, le risque de mouvements de terrain — regroupant les glissements de terrain, les chutes de pierres et de blocs et les coulées boueuses —, le risque d'avalanche, le risque sismique — la commune étant classée en zone 3 : sismicité modérée) —, les risques de tempête et les risques liés aux chutes de neige importantes,. Il prend aussi en compte le risque technologique lié au transport de matières dangereuses, essentiellement pour une desserte locale par la route départementale 1091, le transport de matières dangereuses étant interdit par cet axe pour la majorité des véhicules. Le PPR définit notamment les zones inconstructibles, les zones constructibles sous conditions et les zones constructibles sans condition particulière au titre du PPR, sur la commune.
Plusieurs événements liés à des avalanches ont eu lieu par le passé sur la commune : certaines ont notamment fait plusieurs victimes, d'autres ont été à l'origine de lourds dégâts, accompagnés parfois d'autres victimes ; des aménagements ont en certains endroits été effectués afin d'amoindrir le risque.

### Environnement
La Grave fait partie des communes adhérant à la charte du parc national des Écrins, une partie de son territoire est dans le cœur du parc, le reste correspondant à un zonage de conservation ; par ailleurs, plusieurs autres périmètres de protection de l'environnement et d'inventaires de biodiversité y existent : des zones Natura 2000, des Zones naturelles d'Intérêt écologique, faunistique et floristique (ZNIEFF) de types I et II, et vingt-cinq zones humides. Son territoire est aussi concerné par le Schéma régional des contitnuités écologiques PACA.
Le Conservatoire botanique national a identifié trente espèces végétales protégées sur la commune, certaines au titre d'une protection nationale, d'autres d'une protection régionale en PACA ; cependant, ce nombre n'est pas exhaustif, ni figé. Concernant les espèces animales protégées, la Ligue pour la protection des oiseaux (LPO) a recensé sur le territoire, entre 2007 et 2014, au moins vingt-et-une espèces, comprenant des oiseaux, de nombreuses sortes de chauves-souris, des mammifères et des orthoptères ; trois de ces espèces sont « en danger critique d'extinction » ou « quasiment menacées » d'extinction.
Lors de la constitution du PLU, une classification en trois types de zones a été faite, mettant en avant l'impact des activités humaines sur le fonctionnement écologique local : zones à enjeux environnementaux forts, zones à enjeux environnementaux modérés et zones à enjeux environnementaux faibles.

## Toponymie
Les Romains en arrivant traduisirent le mot Grave par Arena, de même signification latine, et attribuèrent à Villar d'Arène la dénomination Arènes Supérieures et à La Grave celle des Arènes Inférieures.
Selon le Dictionnaire topographique de la France du Comité des travaux historiques et scientifiques, La Grave et sa paroisse ont eu successivement les noms de : Arena en 1101 (Cart. Ulc. p. 197) ; Arene en 1137 (Cart. Ulc. p. 117) et 1217 (Cart. Ulc. p. 45) ; Arene en 1409 (Is. B, 2,994) ; Arene inferiores en 1497 (Cartulaire de Saint-Hugues, p. 272). Ce toponyme est lié à la présence d'arènes dont les sables grossiers et anguleux ont déterminé ce nom.
La localité continuera toujours dans le parler des habitants à porter son nom gaulois de La Grave. On le constate avec les dénominations : Ecclesia de Grava seu de Arenis inferioribus en 1497 (Cartulaire de Saint-Hugues, p. 285) ; Ecclesia beate Marie de Grava en 1497 (Cartulaire de Saint-Hugues, p. 307) ; Arene inferiores en 1497 (Cartulaire de Saint-Hugues, p. 381) — soulignant ainsi sa position moins élevée que celle de Villar-d'Arène, sa voisine — ; Grava Arenarum mandamento Oysencii au XVIe siècle (Pol.) ; La Grave en Oysans (Carte de Cassini). Elle se nomme également La Grava en occitan vivaro-alpin. Ce mot serait issu du bas latin gravia, issu du pré-latin grava, petite pierre, désignant un terrain plat et sablonneux,.
Le nom du hameau Les Hières viendrait de l'occitan las eiras, les aires : lieu où l'on bat le grain,. Celui du Chazelet serait issu de casaletumm, terme associé à une petite maison ou des décombres : un chaza ou chizal singifiant ruines en patois, selon Paul-Louis Rousset. Les Fréaux sont désignés comme Freus dans les textes anciens du Moyen Âge et singifieraient ainsi les frênes.

## Histoire

### Protohistoire
Des vestiges archéologiques font apparaître des traces humaines sur le territoire de La Grave et Villar-d'Arêne durant l'Âge du Bronze. Il semble qu'un assez important trafic ait existé sur le col du Lautaret, tout proche, dès l'époque du Bronze final, soit environ 1 000 ans avant notre ère,.
Des sépultures datant du premier Âge du fer auraient été découvertes à La Grave, avec des squelettes portant des colliers d'ambre et de pierres ainsi que des bracelets en bronze à leurs bras et leurs jambes.
Paul-Louis Rousset indique que les vestiges celtes sont rares localement, bien que quelques toponymes conserveraient la trace de ce peuple et de son influence ; quelques tombes exhumées lors de travaux mais non étudiées auraient appartenu à la période gauloise.

### Antiquité
Durant l'Empire romain, une voie romaine traverse le territoire de La Grave, pour relier Briançon à Grenoble. De petites communautés humaines existent déjà dans le secteur.

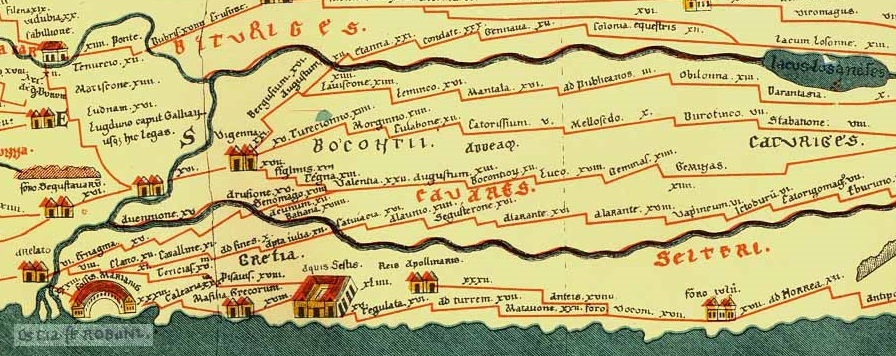
Extrait de la Table de Peutinger, datant du IVe siècle, concernant l'actuel sud-est de la France. La Grave, non mentionnée, est le long d'une des voies romaines, près de la station Durotinco, proche du territoire des Caturiges.

### Moyen-Âge

#### Haut Moyen Âge
Quelques restes archéologiques conservent des traces d'occupation humaine, dont une tombe découverte en bordure du village principal de La Grave lors de travaux et datée d'environ 670 (± 150 ans).

#### Appartenance au Dauphiné

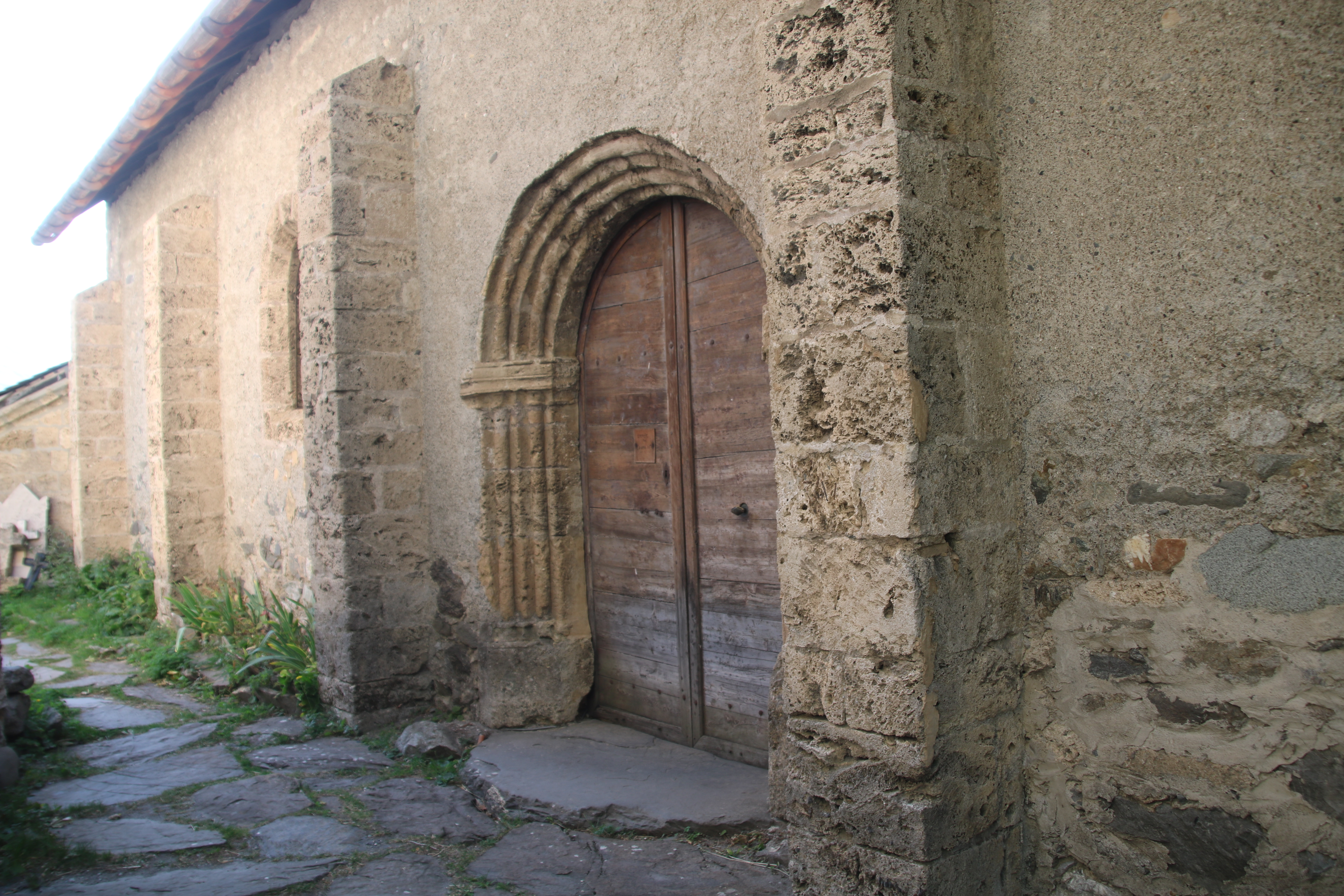
Détail de l'architecture de l'église de La Grave : un portail. Photographie, 2019.

Le premier texte qui cite les Paroisses chrétiennes des Arènes Inférieures (La Grave) et des Arènes Supérieures (Villar-d'Arêne) serait le cartulaire de l'abbaye d'Oulx en 1105, dont elles dépendent alors. Ces deux communautés font, pendant le Moyen Âge, partie de l'évêché de Grenoble et de sa subdivision l'archiprêtré du Graisivaudan. Les paroisses dépendent pendant longtemps de la prévôté de Saint Laurent d'Oulx. Les archives paroissiales de La Grave ayant été brûlées en 1793, il est impossible de s'appuyer sur celles-ci pour connaître davantage l'historique de celle-ci.
L'église romane de La Grave, le plus ancien monument de la haute vallée de la Romanche, remonte au XIe et au début XIIe siècle. Elle est marquée par l'art roman lombard, qui s'est diffusé dans la région au Moyen Âge. L'un des plus anciens documents la citant — sous l'expression Atque de Arenas — est lié une donation à la prévôté d'Oulx par le comte d'Albon Guigues VIII, en 1105. À l'intérieur, on trouve une pietà contemporaine de la construction de l'église, une statue de la vierge du XVIIe siècle, et un tableau naïf du XVIIIe siècle. Dans le hameau des Hières, se trouve une autre église romane du XIIe siècle. La communauté proche de Villar-d'Arêne se détache et devient une paroisse à la fin du XIIe siècle.
La Grave et Villar-d'Arêne font partie du mandement d'Oisans et du Dauphiné à partir du XIe siècle. Elles font partie du comté de Graisivaudan, puis du bailliage de Graisivaudan, où elles sont dans la Châtellenie de l'Oisans. Selon Rousset citant Allix, il semble que l'Oisans ait été sous domination des dauphins de Viennois — qui ont voulu relier leurs possessions du sud du comté de Viennois et de la principauté du Briançonnais — à partir de 1116. L'autorité du dauphin fait disparaître la petite féodalité en Oisans et, à la fin du XIIIe siècle, les anciens nobles locaux, connus alors sous le nom de Favetiers, se fondent peu à peu dans la société rurale ; le représentant du dauphin en tant que mandataire est le châtelain d'Oisans et il devient le seul interlocuteur des communautés paysannes,. Aucune ruine de château n'apparaît dans le canton de La Grave.
Le Dauphin Humbert II de Viennois cède aux Gravarots en 1346 le fait de pouvoir déléguer parmi eux deux habitants pour percevoir une partie des impôts de la communauté : les tailles. Les communautés rurales de l'Oisans, comme celles de La Grave et Villar-d'Arêne, avaient une existence juridique au XIVe siècle et elles possédaient de nombreux droits, ainsi que la délégation de l'administration locale et de la levée des impôts. De grandes parties du territoire communal et notamment les pâturages en alpages étaient en leur possession, bien que certaines parties aient été sources de disputes avec les communautés voisines de Besse et Clavans pour La Grave ou le Monêtier-les-Bains pour Villar-d'Arêne. La révision des feux de 1335 permet de connaître la liste de tous les villages des communautés de La Grave et Villar-d'Arêne : l'ensemble est assez proche de ceux qui sont connus de nos jours. Selon les estimations du géographe André Allix, La Grave aurait été à l'époque la communauté la plus peuplée de l'Oisans, plus que ce qui correspondait au Bourg-d'Oisans.
Le chemin muletier qui remonte la vallée, « petite route » de Grenoble à Briançon, par opposition à l'axe plus facile et plus emprunté passant par Gap, est un axe de circulation usité par les puissances delphinales puis royales ainsi que pour des usages commerciaux selon les périodes,. Dans le courant du XIVe siècle, un péage existe à Villar-d'Arêne ; Briançon est alors une ville marchande importante et la voie entre celle-ci Grenoble est empruntée par de petites caravanes commerciales. Le service postal s'effectue aussi par la route de l'Oisans.

#### Après le rattachement du Dauphiné au royaume de France (1349)
En 1349, le Dauphiné, auquel appartient La Grave, est rattaché au royaume de France. Quelques années plus tard, en 1366, la communauté de la Grave devient propriétaire de ses moulins, puis, en 1391, les hommes réunis sous le statut d'« Universitas Arénarum », rachètent la favaterie — propriété du Favetier, un noble propriétaire du fief local. La communauté voisine de Villar-d'Arène rachètera sa propre favaterie entre 1361 et 1393.
Le Dauphin Louis, qui deviendra le roi de France Louis XI, modifie l'organisation administrative et judiciaire du Dauphiné en 1447 : les 7 bailliages initiaux sont remplacés par deux grands bailliages qui sont celui de plain pays et celui des montagnes, La Grave et Villar-d'Arêne faisant alors partie du second. Dans le même temps, sept tribunaux, ou vibailliages, sont créés, La Grave et Villar-d'Arêne étaient concernées par le vibailliage de Grenoble. Pour la récolte des impôts, La Grave appartenait à la subdélégation de Grenoble.
Les communautés connaissent des accidents et des catastrophes. Vers le hameau d'altitude de Valfroide, en 1405, une avalanche emporte vingt habitants des Hières qui s'étaient portés au secours de deux personnes prises dans une précédente avalanche. En 1440, le village de La Grave subit un incendie. Le village des Hières, selon les archives, était bâti sur la rive opposée du torrent qui le longe mais, ayant été détruit par une avalanche, il a été rebâti à l'emplacement actuel.
Le hameau des Hières devient une paroisse à part entière en 1505, après avoir eu une chapelle en propre depuis au moins 1466. Le Chazelet, après avoir eu une chapelle depuis 1550, se sépare de la paroisse de La Grave en 1611 et bâtit sa première église ; celle-ci sera reconstruite — tout en étant agrandie — vers 1862 et bénie en 1865. Les Terrasses deviendra une paroisse détachée de celle de La Grave en 1845.
À la fin du Moyen Âge, la structure sociale dans ces communautés est assez égalitaire, et la propriété terrienne est individuelle ; les habitants sont surtout de petits propriétaires-exploitants, qui cultivent leurs parcelles sur les flancs de la montagne. Il ne reste du XVIe siècle que peu de traces dans la commune : quelques meubles et inscriptions remployées dans des constructions ultérieures.

#### Guerres d'Italie
Lors des guerres entre royaume de France et Italie (entre la fin du XVe siècle et le milieu du XVIe siècle), les troupes passent parfois par la voie offerte par la « petite route » de Grenoble à Briançon, même si elle ne permet pas le passage de chariots. C'est le cas en 1494 d'une partie des troupes de Charles VIII, bien que l'autre partie des troupes soit passée par l'itinéraire plus facile mais plus long du Champsaur et d'Embrun jusqu'au col de Montgenèvre. De retour d'Italie en 1502, le roi Louis XII passe par La Grave. Pierre Terrail de Bayard et ses hommes empruntent également la voie de l'Oisans en 1509 puis 1510, et celle-ci connaît des travaux en 1510 ; les années suivantes, un trafic militaire assez important se poursuit dans le secteur,.
Toutefois, le XVIe siècle voit la présence des militaires dans le secteur engendrer la décadence de la prospérité qu'avait permise le trafic commercial à partir du XIVe siècle.

#### Guerres de religion (seconde moitié duXVIesiècle)
La Réforme protestante a lieu dès le début du XVIe siècle ; le siècle précédent avait connu le grand schisme d'Occident dans la chrétienté latine (1378-1417). Les 95 thèses du théologien allemand Martin Luther datent de 1517. Les mêmes idées émergent dans cette période à Paris et Meaux, de la part de théologiens et d'humanistes ; l'un d'eux, Guillaume Farel, est originaire de Gap et s'y réfugie afin d'éviter des persécutions : dès 1522 il prêche dans les montagnes du Dauphiné les éléments au fondement de la Réforme. Dès 1523 et 1524, Grenoble voit d'autres prêcheurs mettre en avant les idées de la Réforme. Les autorités de l'époque sévissent alors pour empêcher la contestation. Dès 1528, les États Généraux de Savoie demandent des mesures défensives contre les « hérésies de Luther et de ses disciples », les évêques des États de Savoie y réfléchissent dès l'année suivante. La Maurienne, appartenant à la Savoie, est une vallée marquée par beaucoup de passage et a connu très tôt la diffusion des idées des réformateurs ; elle est directement voisine de La Grave par des cols de montagne. À la suite de l'installation de Jean Calvin à Genève en 1541, les itinéraires menant à cette ville comportent de nombreux réformés, flux renforcés par la création d'une académies d'enseignement des lettres et à la formation des pasteurs en 1559 dans la ville. Selon Paul-Louis Rousset, « il est possible que l'implantation de la communauté protestante de l'Oisans soit née de l'influence de prédicateurs passant par la Savoie. Bourg d'Oisans et Mont de Lans furent peu touchés par les nouveaux principes, mais La Grave, Besse, Clavans et Mizoën les accueillirent beaucoup plus facilement ». Déjà, des Dauphinois, dont quelques-uns de La Grave, se réfugient à Genève.
En parallèle, l'Église catholique connait toutefois sa propre réforme intérieure, notamment avec Ignace de Loyola et la Compagnie de Jésus (fondée en 1534), puis avec le décisions et décrets issus du concile de Trente (1545) — et avec l'épiscopat de Pierre Scarron (entre 1620 et 1668) pour Grenoble.
Dans le royaume de France, le Protestantisme se développe tandis que le roi Charles IX est mineur et que la régente est Catherine de Médicis ; cette dernière s'appuie sur les Guise, qui sont catholiques et voient d'un mauvais œil les « hérétiques ». En 1562, a cependant lieu une tentative de conciliation avec l'édit de Saint-Germain qui accorde quelques libertés aux protestants dans l'exercice de leur religion ; les communautés de Clavans et Mizoën obtiennent de ce fait des pasteurs demandés à Calvin dès celui-ci. Peu après, à la suite de refus de libertés par le Parlement, les guerres de religion s'enclenchent en France,. Selon Paul-Louis Rousset, le Dauphiné connaît trois périodes de conflit, dont seulement deux touchent le secteur des montagnes élevées. Au cours de l'été 1565, le baron de Gordes, lieutenant général du Dauphiné, avec un groupe de quelques militaires, veut arrêter les ministres de la Réforme à Clavans, Besse et aux Terrasses — un hameau de La Grave —, en vain. À l'échelle du royaume de France, un édit de pacification émis en 1570 concède des amnisties et la liberté de conscience totale pour les Réformés ; mais le 24 août 1572, a lieu le massacre de la Saint-Barthélémy — qui ne touche cependant pas le Dauphiné, Bertrand de Gordes et le Parlement ayant désobéi aux ordres — : en Oisans, cela enclenche une émigration de Réformés vers Genève, entre octobre et décembre. Après trois années de calme, le capitaine huguenot François de Bonne de Lesdiguières, issu du Champsaur et chef des protestants de cette vallée, s'empare du Bourg-d'Oisans le 8 février 1575 ; la paix de Beaulieu donne alors des avantages pour la nouvelle religion Réformée.
Entre 1577 et 1590 a lieu la troisième grande période de conflits ayant marqué le Dauphiné. Lesdiguières, devenu chef de la Religion Prétendue Réformée (R.P.R.) en 1577, est ambitieux et il prend de plus en plus d'ascendant dans la destinée du secteur et de la France — il sera plus tard maréchal et dernier connétable du royaume de France. Il lutte sur tout le territoire du Dauphiné malgré des troupes de taille réduite par rapport à ses ennemis et fait le siège de plusieurs lieux ; il passera plusieurs fois à La Grave et Villar-d'Arêne. En 1585, en vue d'attaquer Briançon par la haute Romanche, il tente une première attaque de cette vallée par la Paute (près du Bourg-d'Oisans) mais échoue : il réussit l'année suivante ; le 23 août 1587, il passe par La Grave où il fait fortifier l'église, et, le 31 août il est au pied de Briançon ; mais il perdra certains sites pris plus ou moins rapidement. Le roi Henri IV accède à la couronne de France le 1er août 1589, ce qui donne davantage de pouvoir à Lesdiguières, qui devient un capitaine de l'armée du roi. C'est en 1590 que Lesdiguières obtient enfin la reddition de Briançon, avant d'obtenir peu après la maîtrise de Grenoble . Le 6 novembre 1593, Lesdiguières rachète la haute seigneurie d'Oisans, laquelle comprend La Grave et Villar-d'Arêne.
Selon Paul-Louis Rousset, les archives du hameau du Chazelet relatent que l'église de La Grave a subi des démolitions en 1587 par les troupes de François de Bonne de Lesdiguières, à l'instar d'autres édifices du secteur ayant été modifiés par les protestants pour en faire des forteresses ; l'église aurait été rebâtie sur un plan plus petit dès 1606.
L'édit de Nantes, qui accorde des droits aux Protestants et assure la paix entre les religions catholique et protestante dans le royaume de France, est émis en avril 1598 ; Lesdiguières est alors nommé lieutenant général du Dauphiné par le roi Henri IV.

### Époque moderne

#### XVIIesiècle
La Grave compte à travers les siècles des personnes de religion chrétienne catholique et des personnes de religion protestante. Au début du XVIIe siècle, Grenoble et Briançon, villes majeures aux alentours, étaient des places de sûreté protestantes.
Au XVIIe siècle, les grands archiprêtrés catholiques du Moyen Âge sont morcelés en plus petits archiprêtés et en doyennés. L'un d'eux a pour siège La Grave et compte 4 paroisses : La Grave, Le Chazelet, Les Hières et Le Villard-d'Arène. L'église Saint-Pierre-et-Saint-Paul des Hières est bâtie en 1607 ; auparavant, le village avait une simple chapelle. La chapelle des pénitents de La Grave est érigée en 1631.
les Protestants composent un sixième de la population de La Grave au début du XVIIe siècle ; ils forment une partie plus importante encore de la population du Chazelet. Le hameau des Terrasses devient le lieu de réunion désigné pour tous les huguenots de la communauté de La Grave et comprend un temple protestant ; d'autres protestants habitent aux Hières. Un manuscrit relève au XVIIe siècle l'existence de la paroisse protestante du Chazelet, créée en 1611 ; il précise que les villages et hameaux alentour comprenaient nombre de personnes de religion protestante et qu'un temple existait aux Terrasses. Il fait aussi référence au village de Mizoën, situé de l'autre côté du plateau d'Emparis et fief protestant. Ce même manuscrit laisse apparaître que les populations de la commune pouvaient être de l'une ou l'autre de ces religions et que le curé catholique résidait à La Grave. D'autres paroisses protestantes existent aux alentours : au Bourg-d'Oisans, au Freny-d'Oisans, à Auris, Mizoën, Clavans, Besse et Mont-de-Lans. Toutefois, après la prise de La Rochelle, l'édit de grâce d'Alès de 1629 prive les privilèges politiques des Protestants, qui conservent cependant leur liberté de conscience ; viendront ensuite des pressions contre les Protestants puis la révocation de l’édit de Nantes en 1685 par le roi Louis XIV (roi de France et de Navarre entre 1643 et 1715), qui changera de nouveau leue statut dans le royaume de France. Dès 1639, le Dauphiné avait vu l'interdiction et la destruction de temples protestants ; en Oisans, ceux de Ventelon et des Hières sont fermés en 1664, ceux du Chazelet et des Terrasses détruits en 1682. La révocation de l'édit de Nantes rend les Protestants hors-la-loi : certains se convertissent au catholicisme, d'autres fuient à l'étranger. Le Cardinal Étienne Le Camus, qui a été aussi évêque de Grenoble et donc de La Grave et Villar-d'Arêne, fait savoir son opposition aux conversions forcées et réclame de la douceur ; il sera approuvé par le Pape Innocent XI. L'Intendant du Dauphiné Bouchu estime qu'à cette période, plus de 10 000 personnes quittent celui-ci et s'exilent en Savoie et en Allemagne.
En ce qui concerne l'instruction locale des enfants, est établie à La Grave dès 1663 une « préceptorie », à partir d'un legs d'un ancien habitant des Hières, Jean Arthaud : un prêtre est chargé d'apprendre aux enfants « à prier, à lire et à écrire, leur donner les principes de la grammaire et les catéchiser ». Le hameau du Chazelet a également une école destinée à instruire 12 enfants pauvres jusqu'à leurs 15 ans, dès 1668, grâce à des rentes issues d'une donation. Villar-d'Arêne compte également dès au moins cette période des classes pendant l'hiver.
La Grave, Villar-d'Arêne, les Hières et Le Chazelet, les quatre paroisses du territoire de la Haute-Romanche, ont chacune comporté une confrérie de pénitents, à partir du XVIIe siècle pour les trois premières, à partir de 1789 pour la quatrième. Ces confréries étaient affiliées à la société de Notre-Dame de Gonfalon de Rome et avaient parmi leurs fonctions celles d'assurer les inhumations et de faire des messes et des prières pour le salut des âmes des défunts. À côté de l'église de La Grave, se trouve la chapelle des Pénitents blancs, du XVIIe siècle, qui possède plusieurs pièces d'art religieux. Cette chapelle a été érigée en 1646, bien qu'une de ses poutres comporte la date 1631 ; la fondation de la confrérie locale semble dater de 1631 avec 25 frères ; elle perdurera jusqu'en 1886 et comptera un cumul de 447 hommes au cours de son existence, avec entre 60 et 80 membres les années où elle sera la plus fournie. Les groupes de Pénitents ont d'abord eu un objectif de piété, puis une mission qui se rapproche de la charité, avec l'idée d'entraide ; c'est le cas de celui de La Grave. La chapelle des Pénitents blancs des Hières avait, elle, une entrée marquée par le millésime 1667. Le Chazelet accueillera entre 1785 et 1880 un confrérie de Pénitents noirs. La communauté proche de Villar-d'Arêne aura, elle, une confrérie de Pénitents blancs, qui comportera encore quelques membres au début du XXe siècle.

#### XVIIIesiècle
En 1746, un nouvel incendie touche le village de La Grave.
La « carte de la tournée militaire de Mr. le mqs de Paulmy depuis son départ de Grenoble jusqu'à sa sortie du Haut Dauphiné y compris la grande & la petite route sur Briancon avec leurs communications & leurs debouchez . Par Rÿhiner Colonel d'Inf. » de 1752, qui est un document militaire, fait apparaître le « chemin de la petite Route » qui relie Grenoble à Briançon, ainsi que La Grave, Villar-d'Arêne et leurs hameaux, et les chemins entre les différents villages et vallées. On peut remarquer que parmi les « chemins ordinaires du Pays », plusieurs franchissent les sommets du massif des Arves (par le col des trente combes depuis le Chazelet, le col du Goléon depuis Valfroide, ou le col du Galibier après le col du Lautaret) et conduisent dans la vallée de la Maurienne qui appartient aux États de Savoie ; par ailleurs, à travers le plateau d'Emparis, un chemin relie Besse au Chazelet.
À la suite de la Révolution française (1789), le nouveau découpage de la France en départements (1790) intégrait initialement la commune au département de l'Isère, situé sur le même bassin hydrographique et économique (à l'ouest du col du Lautaret). Mais les communes de La Grave et de Villar-d'Arêne souhaitaient être intégrées au département des Hautes-Alpes, vraisemblablement dans l'espoir de bénéficier du régime fiscal préférentiel de la république des Escartons[réf. souhaitée]. Lorsque l'Assemblée nationale abolit ce privilège fiscal, il était trop tard pour revendiquer une intégration au département de l'Isère. La Grave devient chef-lieu de canton, canton composé de deux communes : La Grave et Villar-d'Arêne.

#### XIXesiècle

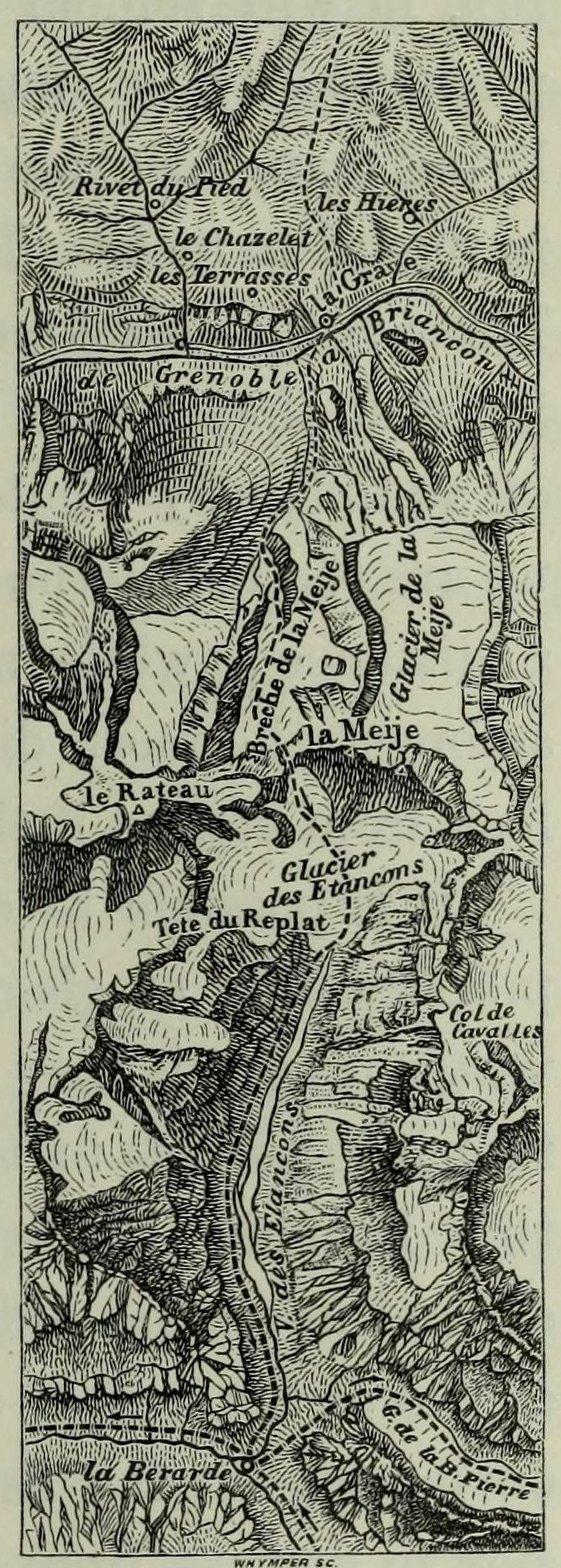
Carte d'Edward Whymper présentant la partie du massif de la Meije entre La Grave et La Bérarde, dans son ouvrage Scrambles amongst the Alps (Escalades dans les Alpes de 1860 à 1868).

À la fin du Premier Empire, La Grave est l'une des sept communes des Hautes-Alpes qui comportent un bureau de poste de plein exercice, aux côtés de Gap, Briançon, Embrun, Montdauphin, Serre et Veynes. Vers 1835, la population de la haute vallée de la Romanche atteint un sommet pour ce siècle avec environ 2 300 habitants ; par la suite, l'exode rural devient plus fort que la croissance.

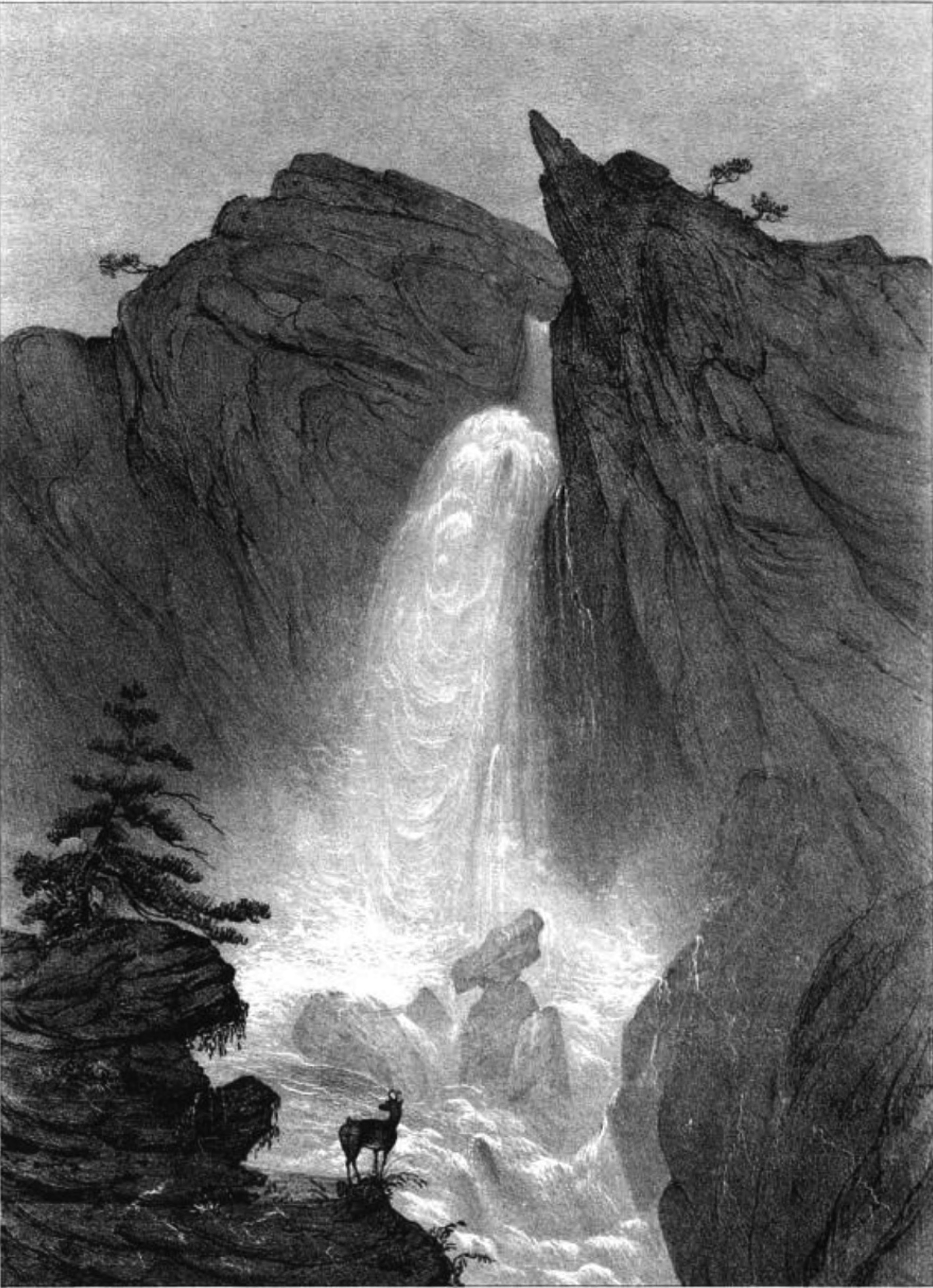
Cascade des Fraux, lithographie de Victor Cassien au XIXe siècle (Cascade du saut de la pucelle, près du hameau des Fréaux).

Le milieu du siècle voit l'avancée des travaux de la route moderne entre Le Bourg-d'Oisans et Briançon, améliorant ainsi la circulation sur cet axe qui était auparavant un chemin muletier ; la nouvelle route mesure 9 m de largeur. Ces travaux engendrent un désenclavement de la vallée de la Romanche et de nouvelles activités, accompagnées de la construction de nouveaux bâtiments, dont des auberges et des hôtels. Cependant, 1885 verra l'ouverture du dernier tronçon de la voie ferrée reliant Grenoble et Briançon en passant par Veynes et Gap, par la compagnie PLM : ceci détournera une large part du trafic qui passait jusque-là par l'Oisans, La Grave et le col du Lautaret. Le bourg principal de La Grave connaît des modifications avec un nouvel axe pour la traversée du village et un déplacement de certaines activités de le long de celui-ci (auberges, hôtels).

Plusieurs petites mines sur différents filons (plomb, cuivre, arsenic) étaient exploitées par des paysans-mineurs, aussi bien sur Villar-d'Arêne que sur La Grave ; le minerai était pendant une période envoyé à la fonderie royale d'Allemond. L'exploitation des mines du Grand Clot, peut-être très anciennes, aurait repris en 1781. La compagnie des mines d'Allemont et des Hautes-Alpes investit dans ce site vers 1836, avec notamment la mise en place d'une échelle de fer d'une hauteur de 75 m permettant un accès plus aisé aux galeries, la construction de cinq bâtiments et d'équipements. L'exploitation occupe jusqu'à 42 laveuses, 30 mineurs et 5 employés. Cependant, malgré la recherche de nouveaux filons, l'exploitation sera ensuite en déficit et finira par fermer en 1872. L'exploitation connaîtra une nouvelle période d'activité dans les années 1920.

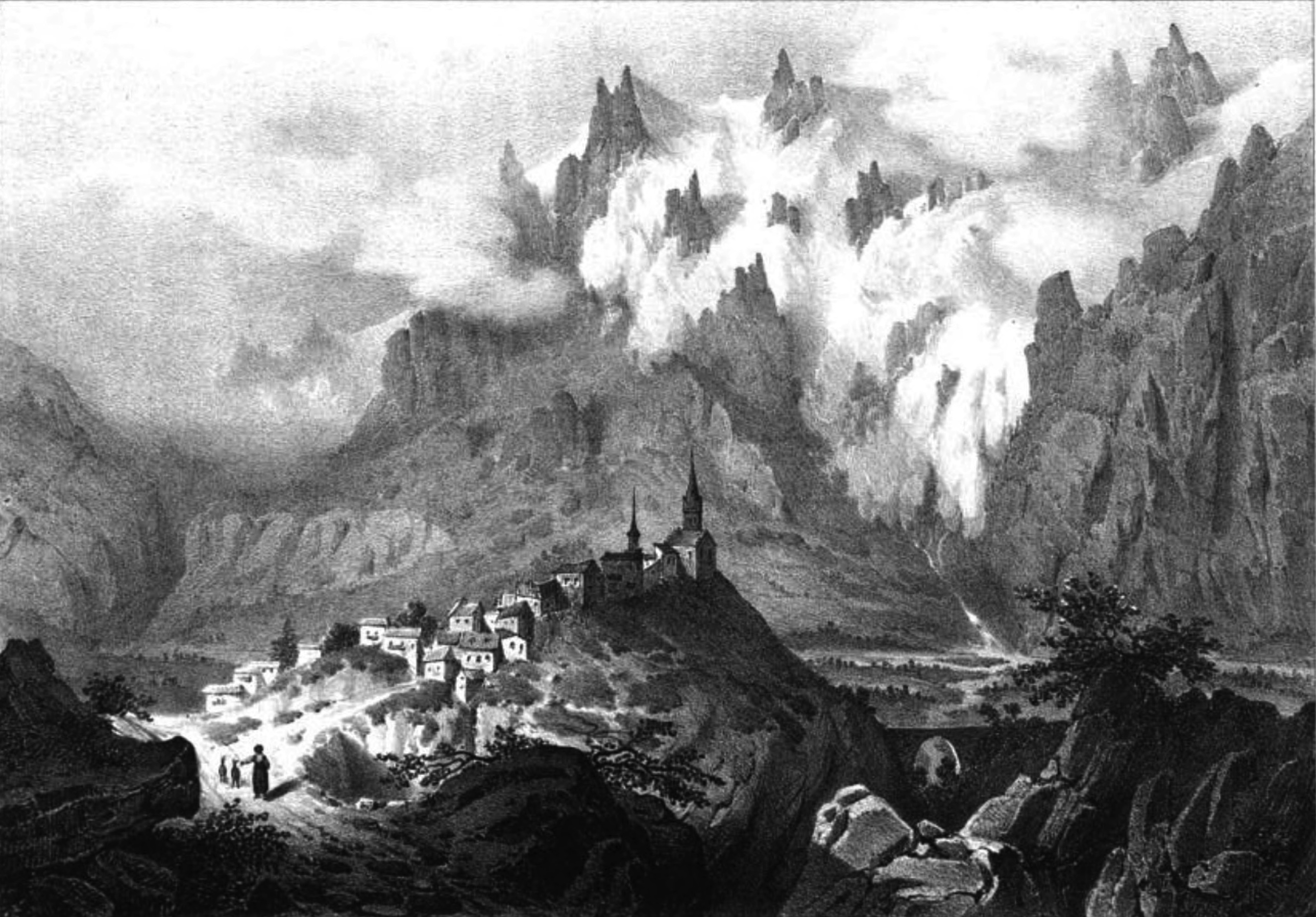
La Grave, lithographie du XIXe siècle de Victor Cassien (1808 - 1893).

En 1858, un important incendie détruit trente-deux habitations au Chazelet, alors que les habitants travaillaient aux champs.
La fin de ce siècle et le suivant voient un fort exode rural dans le canton.
Dans la seconde moitié du XIXe siècle, l'alpinisme se développe ; des alpinistes s'illustrent dans la conquête des sommets environnants des Alpes. L'Oisans est l'un des premiers foyers de l'alpinisme en France après Chamonix. La Compagnie des Guides de l'Oisans est créée en 1875. La Meije est cependant l'un des derniers sommets majeurs des Alpes à être gravi. Le Grand Pic de La Meije est conquis le 16 août 1877 par Emmanuel Boileau de Castelnau avec Pierre Gaspard et fils, par un itinéraire depuis la face sud du massif (accès par Saint-Christophe-en-Oisans). L'alpinisme est une première forme de tourisme qui entre dans le canton de La Grave et, en 1857, le premier hôtel de tourisme de l'Oisans y est créé.

#### XXesiècle

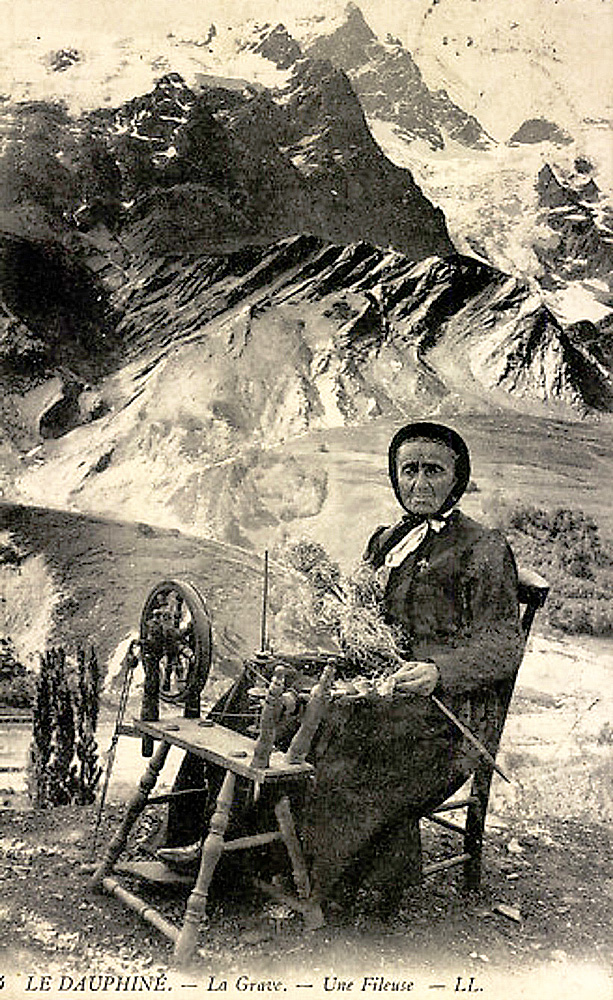
Le Dauphiné - La Grave - Une fileuse, carte postale ancienne (avant 1922).

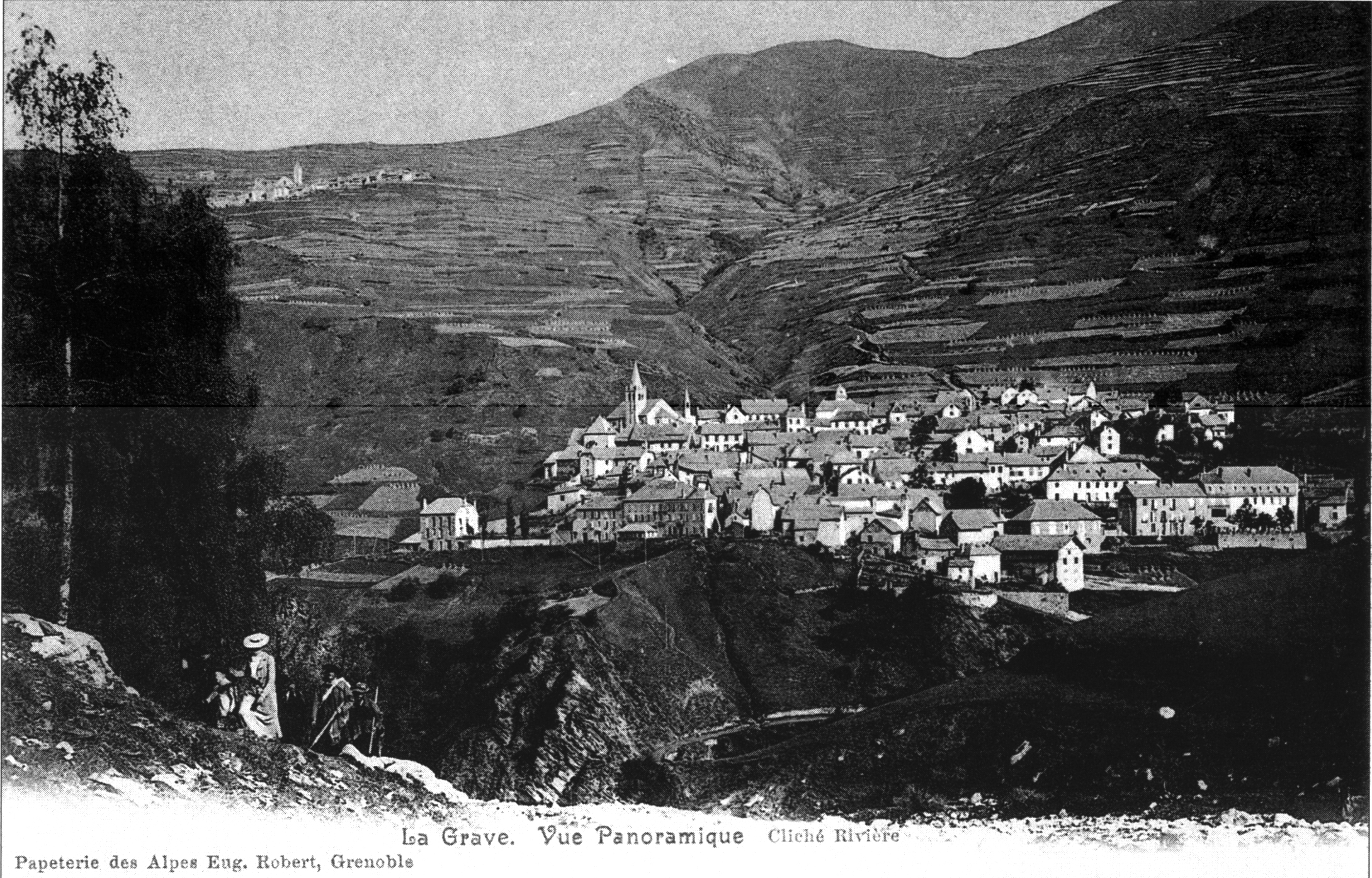
La Grave au début du XXe siècle.

L'alpinisme, en plus d'engendrer une évolution des auberges anciennes en hôtels plus confortables dans les villages, a aussi entraîné la construction de refuges de montagne dédiés. Le refuge de l'Aigle, construit en 1910, est à l'origine une cabane de bois de forme très simple ; il se trouve à 3 445 mètres d'altitude, au pied des arêtes de la Meije ; il connaîtra une rénovation au début du XXIe siècle.
Dès le début du XXe siècle, le ski se répand dans les Alpes françaises ; lors du premier concours international de ski organisé à Montgenèvre en 1907, des guides de La Grave sont présents.
Parmi les diverses activités économiques de la région, l'activité des mines du Grand Clos reprend dans les années 1920, après la première guerre mondiale. Elle occupe 60 ouvriers, logés dans un hameau créé autour de cette exploitation et qui comporte même une école. Cependant, une fois de plus, l'activité perd en rentabilité et l'exploitation ferme. Le hameau du Grand Clot dépérit. Le site accueillera à la fin du XXe siècle une via ferrata.
En 1943-1944, durant la Seconde Guerre mondiale, l’École nationale de ski et d'alpinisme, basée à Chamonix, est délocalisée temporairement l'hiver à l'Alpe d'Huez et l'été à La Grave.
À la fin des années 1950, le développement de l'automobile puis l'ouverture du tunnel du Mont-Blanc suscitent des demandes d'une ouverture hivernale du col du Lautaret, par son déneigement, et sont de plus en plus pressantes" mais se heurtent dans un premier temps à un manque de matériel adapté, puis un manque de carburant, ce qui pousse des habitants à la commencer à la pelle en 1957, forçant l'administration à s'y résoudre.
La seconde moitié du XXe siècle voit l’essor du tourisme sur la commune de La Grave, avec notamment la création de la station de sports d'hiver du Chazelet et la réalisation des téléphériques de la Meije en 1976. Le tourisme estival est également développé, bénéficiant d'un site naturel et de sentiers de randonnée renommés. L'économie autrefois essentiellement agricole du secteur est à la fin de ce siècle en grande partie tournée vers le tourisme et les activités liées.

#### XXIesiècle
En avril 2015, la commune voit sa principale route d'accès, la route départementale 1091, affectée par une fermeture pour plusieurs mois. à quelques kilomètres en aval de La Grave, près du barrage du Chambon, la montagne s'est mise en mouvement pour un volume estimé à 800 000 m3, menaçant la structure du tunnel du Chambon : ceci a entraîné la fermeture du tunnel et la coupure de la route départementale 1091 au niveau de celui-ci. L’accès au canton de la Grave ne se fait alors plus que par le col du Lautaret, ce qui met en péril son économie déjà fragile. Pour pallier cette fermeture, la route de secours 1091, réalisée en urgence, est ouverte fin 2015. Des travaux de réparation et dérivation du tunnel sont débutés début 2016 afin de pouvoir ouvrir de nouveau la RD 1091 à la circulation. Du 17 décembre 2016 au 6 mars 2017, a lieu une réouverture temporaire du tunnel, encore en travaux, afin de permettre le passage des automobiles pour la saison de sports d'hiver (la route de secours est close pendant cette période). Une nouvelle période de fermeture du tunnel pour travaux est prévue à partir du 6 mars 2017, accompagnée d'une réouverture de la route de secours. Une réouverture en journée du tunnel est ensuite prévue à partir du 13 juillet 2017. La fin des travaux et l'ouverture définitive du tunnel ont été effectives mi-décembre 2017,,.
Le 11 février 2021, vers 5 heures du matin, une avalanche partie du glacier du Tabuchet à 3 200 mètres d'altitude (sur les pentes du massif de la Meije) dévale le versant ubac de la vallée de la Romanche, face au bourg principale de La Grave ; la cassure fait 1 km de large,,,. L'avalanche aboutit en fond de vallée, à 1 450 mètres d'altitude et, une fois arrêtée, elle mesure environ 200 mètres de large et 20 à 30 mètres de hauteur,,. Elle engendre des dégâts sur les réseaux d'électricité et d'adduction d'eau, emporte un pont, couche des arbres dont certains centenaires dans l'arboretum, détruit une cabane de camping, et son aérosol parvient jusqu'à quelques bâtiments du village où le souffle brise des vitres,. L'avalanche, ayant eu lieu tôt, n'a toutefois fait aucune victime,. Dans le fond de vallée, l'accumulation de matériaux a entraîné des travaux et une surveillance de la Romanche.

## Politique et administration

### Administration municipale
Le conseil municipal compte depuis juillet 2020 : le maire, trois adjoints et sept conseillers et conseillères.
Les communes de La Grave et Villar-d'Arêne font partie d'un Syndicat Intercommunal à Vocation Multiple (SIVOM). Celui-ci regroupe les compétences : recrutement et gestion du personnel technique et administratif ; gestion du domaine de ski de fond ; affaires scolaires, extra-scolaires et périscolaires ; gestion des cantines scolaires ; bibliothèque ; viabilité hivernale ; aides aux associations et clubs locaux ; et animation : évènements d’intérêt intercommunal.

### Liste des maires
| Période                                  | Période      | Identité           | Étiquette | Qualité            |
| ---------------------------------------- | ------------ | ------------------ | --------- | ------------------ |
| Les données manquantes sont à compléter. |              |                    |           |                    |
|                                          | août 1911    | Édouard Izoard     |           | Conseiller général |
| ?                                        | mars 1953    | ?                  |           |                    |
| mars 1953                                | mars 1989    | Ernest Juge        | DVD       | Conseiller général |
| mars 1989                                | mars 1996    | Jacques Mathon     | DVD       |                    |
| mars 1996                                | mars 2008    | Jean-Paul Durand   | DVD       | Conseiller général |
| mars 2008                                | juillet 2020 | Jean-Pierre Sevrez | DVG       |                    |
| juillet 2020                             | En cours     | Jean-Pierre Pic    | Horizons  |                    |

## Équipements et services publics

### Mairie
La mairie est située dans le chef-lieu, en bordure de la route départementale 1091.

### Eau et déchets
Un Schéma directeur d'alimentation en eau potable (SDAEP) couvre La Grave et Villar-d'Arêne ; il concerne le bassin de la Romanche sur ces deux communes. L'eau potable de La Grave est issue de captages d'eau sur son territoire. La commune assure l'exploitation du réseau de desserte en régie ; tous les villages sont desservis sauf certains hameaux d'alpage trop éloignés.
Les eaux usées des villages sont traitées dans la station d'épuration intercommunale du Pays de la Meije — regroupant le traitement des eaux usées de La Grave et Villar-d'Arêne — située au Clot-Julien. C'est la Communauté de communes du Briançonnais qui assure la compétence assainissement ; sur La Grave, existent des zones d'assainissement collectif et des zones relevant de l'assainissement non-collectif.
Concernant la gestion des déchets — concernant les ordures ménagères, le tri sélectif et la déchetterie —, la commune de La Grave adhère à la Communauté de Communes du Briançonnais (CCB),. Les communes de La Grave et Villar-d'Arêne partagent la déchetterie de la Haute-Romanche, située en aval de Villar-d'Arêne,. Des points de recyclage existent en différents points de la commune, souvent en entrée des villages.

### Enseignement
La commune est rattachée à l'académie d'Aix-Marseille.
Un regroupement scolaire a été effectué avec l'école de la commune voisine de Villar-d'Arêne depuis les années 1990. Depuis la rentrée scolaire 2019-2020, l'école regroupant les élèves des deux communes est accueillie dans un nouveau bâtiment situé sur la commune de Villar-d'Arêne. Les élèves sont transportés par une navette de ramassage scolaire et une cantine est dans les locaux de l'école.
Les collèges les plus proches sont à Briançon (Collège climatique Vauban, Collège Les Garcins) ou au Bourg-d'Oisans (Collège des Six Vallées). Les lycées les plus proches sont le Lycée d'altitude à Briançon et le Lycée polyvalent Portes de l'Oisans à Vizille ; certains élèves vont aussi à La Mure ou à Grenoble, voire plus loin. Les lieux d'enseignement supérieur les plus proches sont pour la plupart à Grenoble.

### Postes et télécommunications
La Grave compte un bureau de poste.
La couverture DSL est bonne sur le chef-lieu, où est la zone émettrice, et dans les hameaux des Terrasses, de Ventelon et des Hières ; elle est relativement correcte au Chazelet, aux Fréaux, au Grand-Clot et dans les chalets d'alpage de Valfroide ; d'autres parties du territoire sont en « zone blanche ».

### Santé et social
Le cabinet médical jusque-là situé dans le bourg de La Grave a déménagé courant 2020 dans la Maison de santé de la Haute Romanche (située à moins de 3 km, sur la commune de Villar-d'Arêne), qui regroupe des médecins généralistes et propharmaciens, une kinésithérapeute et une psycho-praticienne,. Des cabinets d'infirmiers libéraux interviennent sur la commune ; le SSIAD - ADMR de l'Oisans permet un service de soins et un service d'aide à domicile ; l'ADMR de Briançon permet aussi un service d'aide à domicile. Les hôpitaux les plus proches sont celui de Briançon et celui de Grenoble.
Un service social basé à Briançon est proposé par le Conseil départemental des Hautes-Alpes.

### Justice, sécurité, secours et défense
La commune comporte une caserne de pompiers. Ceux-ci ont occupé un bâtiment dans le bourg de La Grave de 1976 à 2024 ; la construction d'un nouveau centre d'incendie et de secours pour La Grave et Villar-d'Arêne est effectuée sur la route départementale 33 : il est inauguré en mai 2024. À cette même date, le centre compte 25 pompiers.
Une brigade de gendarmerie nationale est présente à La Grave ; elle est située dans le chef-lieu, en bordure de la route départementale 1091.
Un conciliateur de justice assure une permanence une fois par mois dans les locaux de la mairie.

### Divers
L'Office du tourisme se trouve dans le chef-lieu, en bordure de la route départementale 1091.
Une crèche intercommunale existe depuis les années 2010 ; elle est elle aussi localisée dans le chef-lieu.
Une bibliothèque existe sur la commune, ainsi qu'une salle des fêtes.

## Population et société

### Démographie
Ses habitants sont appelés les Gravarots. Les habitants des hameaux situés en amont du bourg principal sont appelés les Taburlins. Ceux du Chazelet sont aussi nommé Chizartons.
Un recensement de 1339 indique que La Grave, avec 320 « feux » (qui correspondaient au foyer ou à la famille, voir l'article Histoire du recensement de la population en France), est la paroisse la plus peuplée de l'Oisans (avant même Bourg-d'Oisans qui en compte 271). On multipliait alors ce nombre de feux par 5 ou par 6, les familles étant nombreuses, ce qui donnerait une estimation d'environ 1 920 habitants à La Grave, selon certaines sources. La révision des feux de 1474-1476 indique 166 feux — la peste noire s'était répandue dans le Dauphiné et le royaume de France entre environ 1344 et 1350, faisant beaucoup de morts —, puis les visites pastorales de 1488-1497 en dénombrent 250, tandis que la visite pastorale de 1540 en note 240 pour la paroisse de La Grave et 60 pour celle des Hières.

L'évolution du nombre d'habitants est connue à travers les recensements de la population effectués dans la commune depuis 1793. Pour les communes de moins de 10 000 habitants, une enquête de recensement portant sur toute la population est réalisée tous les cinq ans, les populations de référence des années intermédiaires étant quant à elles estimées par interpolation ou extrapolation. Pour la commune, le premier recensement exhaustif entrant dans le cadre du nouveau dispositif a été réalisé en 2005.

En 2022, la commune comptait 479 habitants, en évolution de −1,03 % par rapport à 2016 (Hautes-Alpes : +0,4 %, France hors Mayotte : +2,11 %).
| 1793  | 1800  | 1806  | 1821  | 1831  | 1836  | 1841  | 1846  | 1851  |
| ----- | ----- | ----- | ----- | ----- | ----- | ----- | ----- | ----- |
| 1 616 | 1 741 | 1 865 | 1 848 | 1 886 | 1 785 | 1 819 | 1 768 | 1 618 |

| 1856  | 1861  | 1866  | 1872  | 1876  | 1881  | 1886  | 1891  | 1896  |
| ----- | ----- | ----- | ----- | ----- | ----- | ----- | ----- | ----- |
| 1 536 | 1 447 | 1 459 | 1 292 | 1 260 | 1 251 | 1 241 | 1 180 | 1 101 |

| 1901  | 1906 | 1911 | 1921 | 1926 | 1931 | 1936 | 1946 | 1954 |
| ----- | ---- | ---- | ---- | ---- | ---- | ---- | ---- | ---- |
| 1 013 | 999  | 966  | 858  | 638  | 647  | 621  | 594  | 555  |

| 1962 | 1968 | 1975 | 1982 | 1990 | 1999 | 2005 | 2006 | 2010 |
| ---- | ---- | ---- | ---- | ---- | ---- | ---- | ---- | ---- |
| 551  | 562  | 513  | 453  | 455  | 511  | 491  | 487  | 488  |

| 2015 | 2020 | 2022 | - | - | - | - | - | - |
| ---- | ---- | ---- | - | - | - | - | - | - |
| 487  | 477  | 479  | - | - | - | - | - | - |

### Vie associative
La commune de La Grave compte plusieurs associations, dont certaines en lien avec Villar-d'Arêne. Parmi elles, se trouvent : l'association Derby de La Meije (qui a une trentaine d'années) ; Les enseignes de La Meije (créée en 2003) ; le Club des sports de La Meije, qui est un club multi-sports ; Le Porche des veilleurs, association pour la sauvegarde du patrimoine religieux de la commune de La Grave. L'association Les Rencontres de la Haute Romanche, créée en 2001, accueille des artistes et des compagnies artistiques sur le canton de La Grave et Villar d'Arène ; elle s'élargit au Pays du Grand Briançonnais pour des résidences de créations partagées avec les habitants ; ont lieu des expositions et des représentations.

## Économie
L'économie de la commune repose sur l'agriculture (en nette régression) et le tourisme avec essentiellement : alpinisme, via ferrata, sports d'eaux vives, tourisme vert et sports d'hiver.

### Revenus de la population et fiscalité
En 2018, la médiane du revenu disponible par unité de consommation était de 19 660 euros.

### Emploi
En 2007, la population âgée de 15 à 64 ans s'élevait à 347 personnes, parmi lesquelles on comptait 80,3 % d'actifs dont 75,9 % ayant un emploi et 4,3 % de chômeurs. Dix ans plus tard, la population âgée de 15 à 64 ans s'élevait à 331 personnes, parmi lesquelles on comptait 87,1 % d'actifs dont 86,1 % ayant un emploi et 5,4 % de chômeurs.
En 2017, on comptait 302 emplois dans la zone d'emploi, contre 305 en 2007 et 285 en 2015. Le nombre d'actifs ayant un emploi résidant dans la zone d'emploi étant de 276, l'indicateur de concentration d'emploi est de 109,3 %.

### Entreprises et commerces
En 2008, la commune était le support de 283 emplois, pour 265 résidents actifs ; 135 établissements existaient, répartis dans quatre grands secteurs d'activités : 68,1 % dans le secteur du commerce, des transports et services divers ; 17,8 % dans l'administration publique, l'enseignement, la santé et l'action sociale ; 8,1 % dans la construction et 5,9 % dans l'industrie. L'économie locale était notamment basée sur les activités touristiques liées au fonctionnement du domaine skiable. Dans le détail, se trouvaient sur la commune : des établissements touristiques (8 restaurants, 6 bars-restaurants et un bar-tabac), 4 magasins de vente et de location de matériel de sport, des équipements et services liés à la vie quotidienne (1 gendarmerie, 1 centre de secours, 1 maison du tourisme, 1 bureau de poste, 2 banques, 1 garage, 1 laverie, 1 magasin d'alimentation générale, 1 boulangerie, 2 épiceries dépôts de pain, 1 librairie-papeterie, 1 salon de coiffure et 2 magasins de vêtements). Parmi les artisans locaux se trouvaient une entreprise de bâtiment et travaux publics (BTP), un électricien, un artisan carreleur, une entreprise de taxis et plusieurs artisans créateurs.
Au 31 décembre 2018, La Grave comptait 148 établissements : 11 dans l'industrie manufacturière, les industries extractives et autres ; 12 dans la construction ; 47 dans le commerce de gros et de détail, les transports, l'hébergement et la restauration (dont 5 hôtels, 1 résidence de tourisme et hébergements assimilés, et 1 village vacances - maison familiale) ; 4 dans les activités financières et d'assurance ; 9 dans les activités immobilières ; 16 dans les activités spécialisées, scientifiques et techniques et activités de services administratifs et de soutien ; 29 dans l'administration publique, l'enseignement, la santé humaine et l'action sociale ; et 20 dans les autres activités de services.
En 2019, 12 entreprises ont été créées dans la commune.

### Agriculture
En 1979, il existait sur la commune 48 exploitations agricoles ; leur nombre a fortement diminué en trois décennies et il n'en restait que 19 en 2010. Toutefois, elles employaient à cette date 38 salariés dont 19 étaient chefs ou coexploitants, et le personnel agricole semblait augmenter à nouveau autour des années 2010. Ces exploitations agricoles se répartissent autour des hameaux sauf celui du Grand-Clot ainsi que dans le centre-ancien.
En 2010, l'activité agricole comporte essentiellement de l'élevage bovin (649 têtes), ovin (1241 têtes) et caprin (234 têtes) ; toutefois, la part de l'élevage ovin a diminué entre 1979 (69 exploitations) et 2000 (25 exploitations) ; cet élevage peut être extensif du fait de l'exploitation des pentes en terrasse et de pâturages d'alpage. Jusqu'aux années 2000 existait un élevage porcin mais celui-ci a disparu. Les volailles élevées sur la commune sont passées de 351 en 1979 à 132 en 2000. La Grave comptait aussi 12 équidés en 2000, tandis qu'ils étaient 28 en 1979.
Les cultures ont connu des changements entre 1979 et 1999 : la céréaliculture s'est éteinte, les exploitations en lien avec le fourrage ou les terres labourables sont moins nombreuses ; mais si les exploitations ont été réduites de moitié, il y a plus de surfaces utilisées pour le fourrage en 1999.
Les pratiques agro-pastorales locales permettent également de préserver les différents habitats naturels, la biodiversité et les prairies d'altitude, ainsi que la diversité des paysages ; elles sont accompagnées de mesures agri-environnementales.

### Tourisme

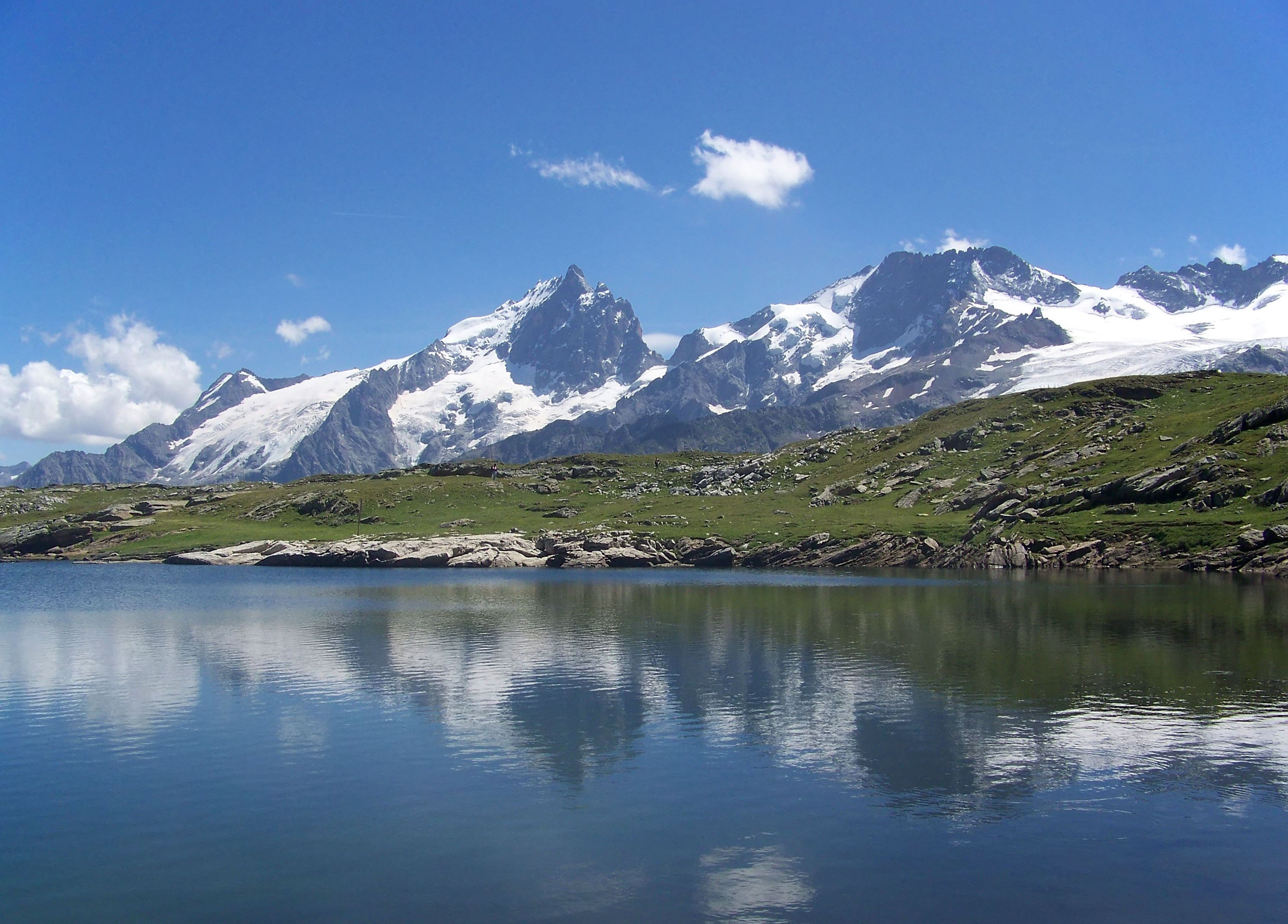
Le Grand Pic de la Meije (3982 m) et le glacier de la Meije, vus depuis le lac Noir sur le plateau d'Emparis.

La Grave est réputée pour son patrimoine naturel et architectural ainsi que pour les sports de montagne, été comme hiver. La commune bénéficie d'un site montagnard exceptionnel, avec notamment juste au dessus d'elle les sommets du massif de la Meije, le massif des Écrins, le parc national des Écrins. En hiver, elle revêt deux aspects différents pour le touriste : petit village de montagne typique d'une part avec une station de petites dimensions au Chazelet, et d'autre part un grand site de ski hors-piste de renommée internationale avec les Vallons de la Meije,.
En 2010, une évaluation du nombre de lits touristiques sur la commune les portait à environ 3500, répartis entre hôtels, gîtes et résidences hôtelières, meublés, chambre d'hôtes, deux campings avec vue sur la Meije et refuges d'altitude.
La route reliant Grenoble et Briançon, montant à presque 2000 mètres au col du Lautaret permet l'accès à des randonnées alpines pour tous les âges et tous les niveaux physiques. 

#### Sports d'hiver

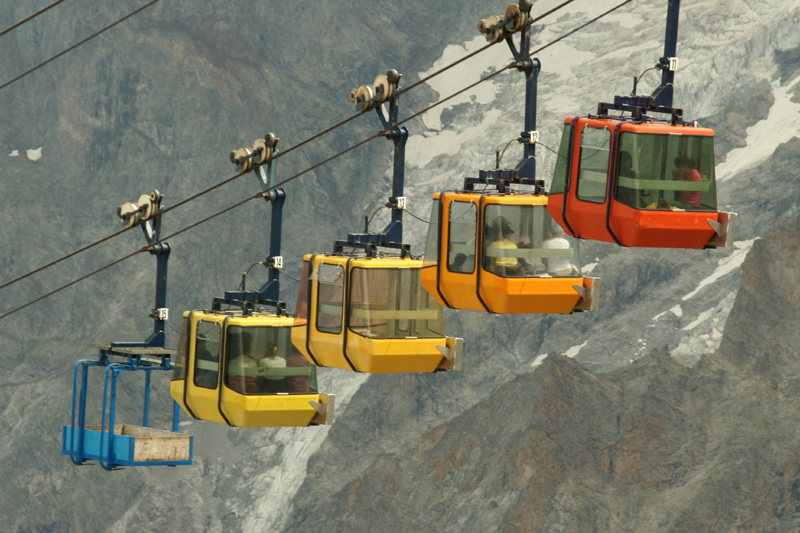
Cabines des Téléphériques des glaciers de la Meije.

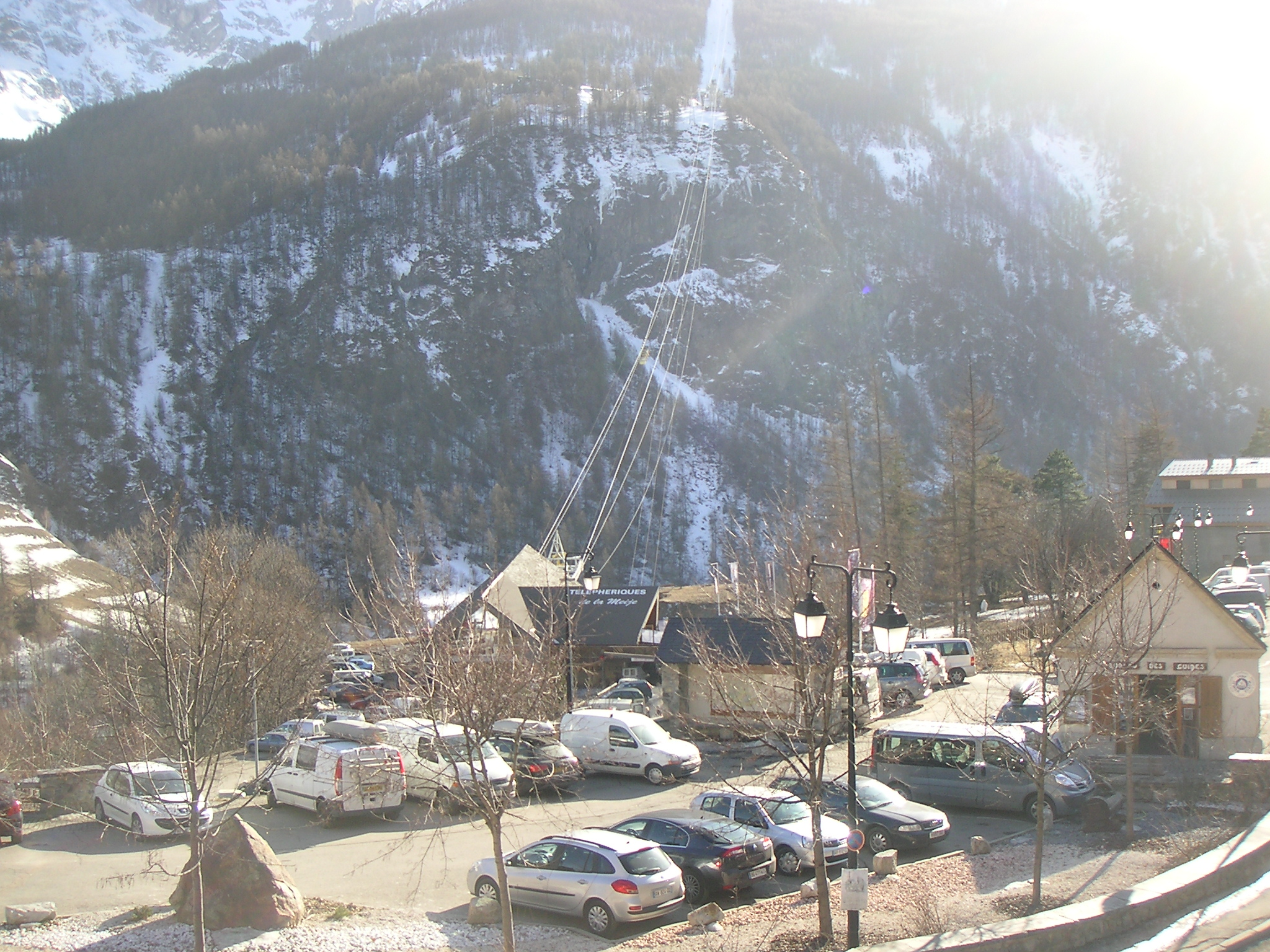
Gare des téléphériques - bureau des guides.

La commune comporte deux domaines skiables très différents, permettant la pratique du ski, du snow-board et autres sports de glisse. Elle accueille également d'autres sports :
- Le « domaine skiable des vallons de la Meije » (1 400 m – 3 560 m) permet à des skieurs chevronnés d'utiliser un domaine hors-piste réputé dans le monde entier. Créé en 1976, il s'agit d'un domaine skiable particulier dans la mesure où il n'existe pas de pistes sécurisées et balisées[Note 4] mais des itinéraires de montagne. Il est desservi par les téléphériques des glaciers de la Meije[99] (1 450 m – 3 190 m). Ces téléphériques sont prolongés, sur le glacier de la Girose, par deux téléskis permettant d'atteindre le Dôme de la Lauze (3 560 m), à proximité des pistes de la station des Deux Alpes. Les téléphériques des glaciers de la Meije sont les plus hautes remontées mécaniques de France, après le téléphérique de l'Aiguille du Midi (3 776 m) à Chamonix, et le téléphérique des Grands Montets (3 295 m) à Argentière. Une compétition est organisée chaque année en avril : le Derby de La Meije.
- Un domaine skiable adapté à une pratique familiale, plus réduit (4 téléskis et un télésiège, entre 1 740 m et 2 170 m) est situé sur le hameau du Chazelet, en contrebas du plateau d'Emparis. Il permet aux débutants de se familiariser avec le ski de piste.
- Ski de randonnée
- Alpinisme hivernal
- Escalade
- Escalade glaciaire
- Parapente
- Randonnée en raquettes à neige
- Ski nordique sur le site de Villar-d'Arêne
- Chiens de traîneau

#### Sports d'été

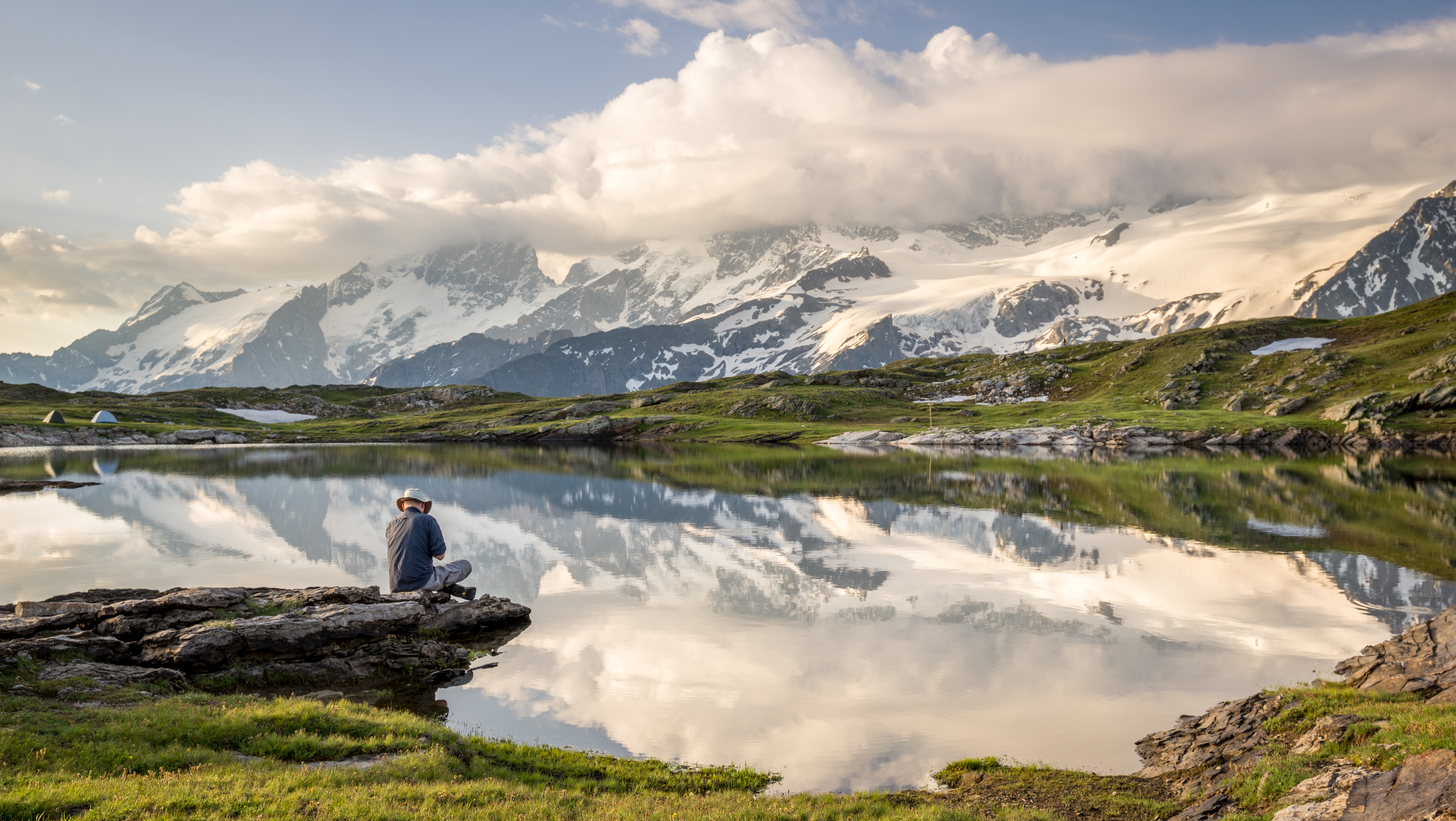
Vue d'un des lacs du Plateau d'Emparis, en été.

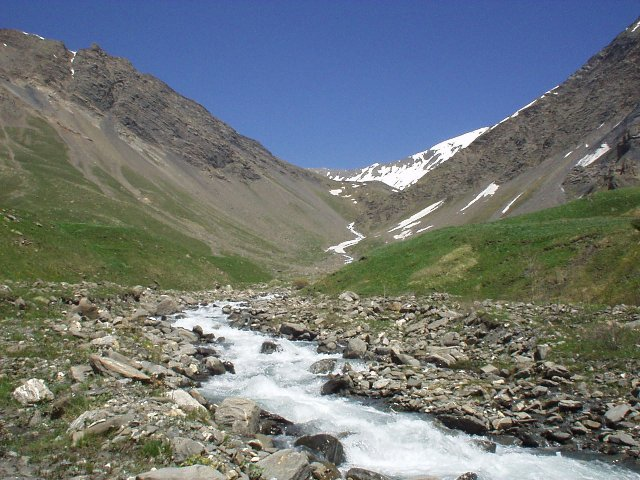
Le torrent du Maurian, dans la montée menant au Goléon depuis le hameau de Valfroide.

De nombreuses activités de sports d'été se déroulent sur le territoire de la Grave.
- Alpinisme. Il existe de nombreux itinéraires d'alpinisme dans le secteur de la Grave, le plus célèbre d'entre eux restant l'ascension du Grand Pic de la Meije (3 982 m), dont la face nord domine de presque 1 000 mètres le glacier éponyme. Il s'y pratique également l'escalade glaciaire ainsi que la via ferrata (au hameau des Fréaux).
- Accès au massif de la Meije depuis les téléphériques des glaciers de la Meije (cf. ci-dessus concernant les sports d'hiver à la Grave) : de début juin à mi-septembre, ce qui permet de contempler les glaciers ou bien de commencer des courses de montagnes.
- Randonnée pédestre. Plusieurs itinéraires partent de la Grave ou y transitent, notamment, le GR 50 (Tour du Haut-Dauphiné) et le GR 54 (Tour de l'Oisans).
- Randonnée avec des ânes.
- Running trail (avec notamment le Trail du Pays de la Meije, qui a lieu début septembre[101],[102]).
- Escalade, via ferrata et via cordata.
- Parapente.
- VTT (avec notamment l'Ultra Raid de la Meije[103]).
- Cyclisme sur la route de grands cols (col du Lautaret, col du Galibier) parcourus par le Tour de France.

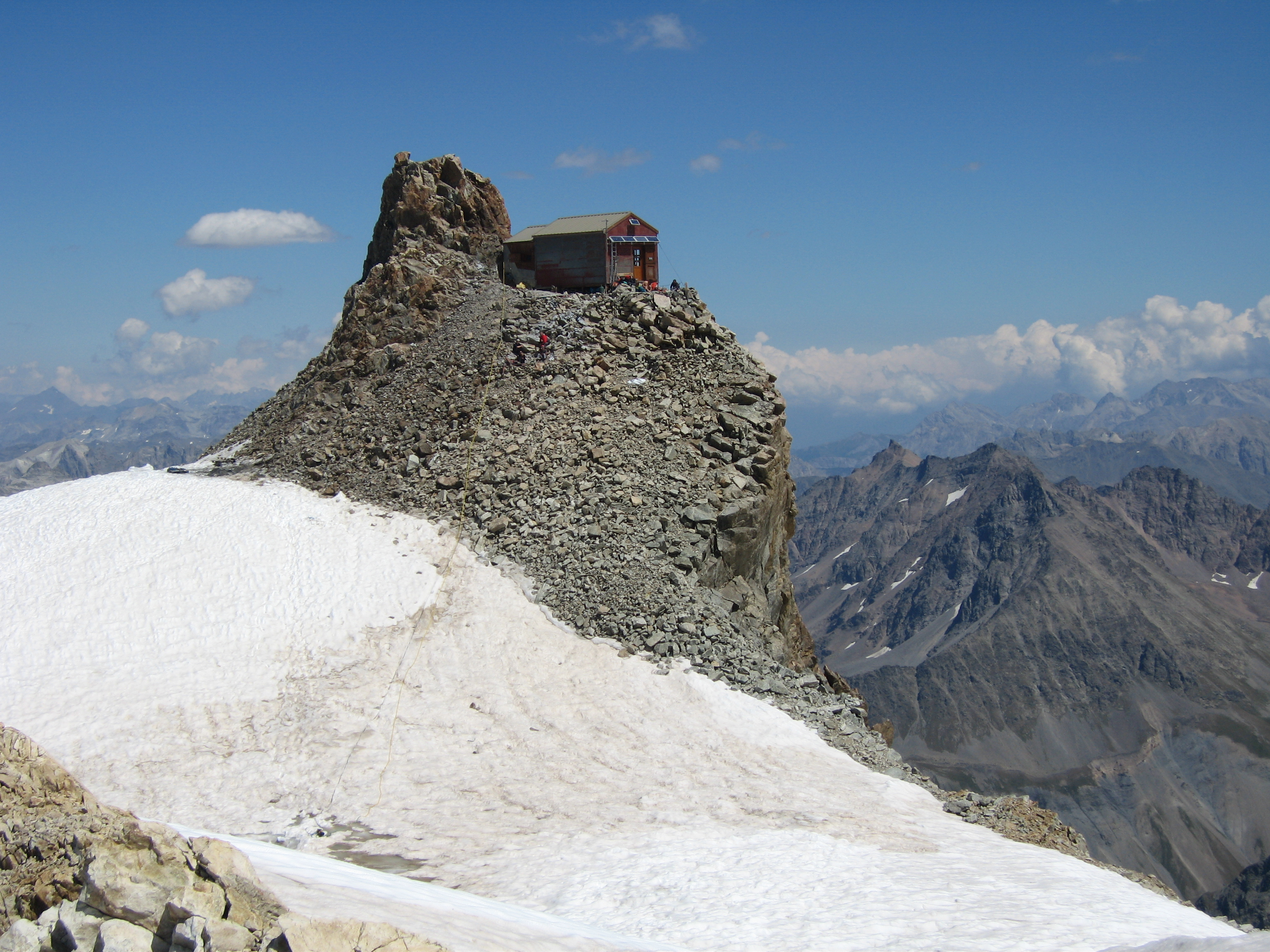
Le refuge de l'Aigle.

- Sports d'eaux vives : rafting.
- Pêche.
- Tennis.
- Mini-golf.

#### Refuges
Quatre refuges de montagne se trouvent à la Grave :
- le refuge Évariste Chancel (2 506 m) ;
- le refuge de l'Aigle (3 450 m) ;
- le refuge du Goléon (2 480 m) ;
- le refuge du Pic du Mas de la Grave (« chez Polyte ») (1 944 m), situé dans le vallon de la Buffe, près du plateau d'Emparis.

## Culture et patrimoine

### Festivals culturels
L'été accueille deux festivals culturels :
- le festival de musique contemporaine Messiaen au pays de la Meije[104] ;
- les Rencontres de la Haute Romanche au Pays de la Meije[105] : créer sur le territoire et à partir du territoire, tel est le credo de cet événement novateur. Autre originalité, les lieux de création, de répétitions et de spectacle, sont aussi divers que révélateurs de l’esprit des Rencontres : tour à tour, granges, chapelles, églises, anciennes maisons de roulages ou encore cafés et gîtes hébergent les représentations artistiques.

### Autres événements

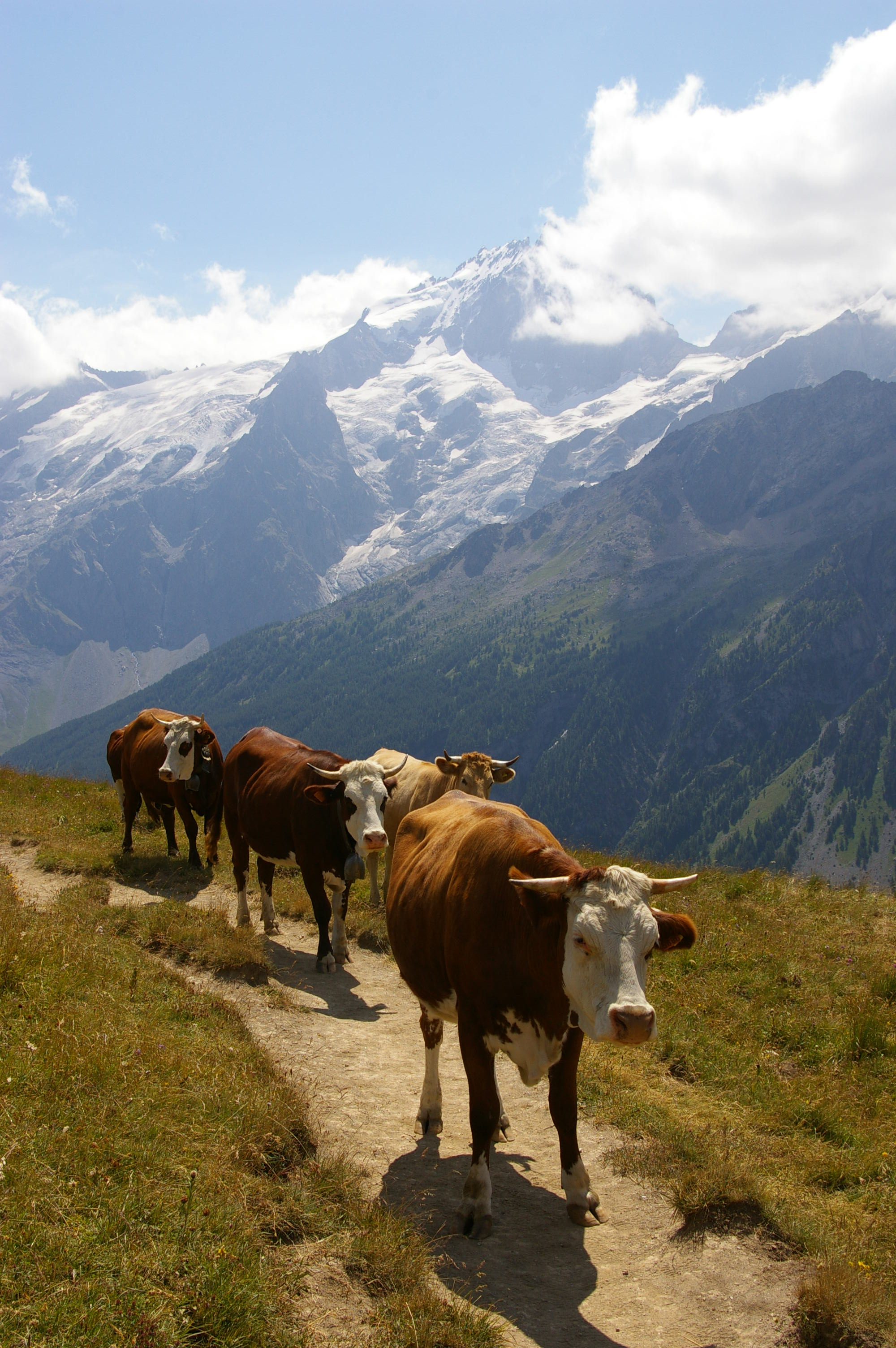
Sur le GR 54 près du Chazelet, avec le massif de la Meije en arrière-plan.

- Une fête des guides a lieu chaque été le 15 août, depuis 1950. Cet événement célébrant les guides de haute montagne est composé d'une cérémonie, de démonstrations faites par les guides et d'animations proposées aux visiteurs[106].
- Du 14 au 17 avril 2016, La Grave a accueilli la 24e édition des Piolets d'Or, un événement annuel majeur pour les alpinistes, habituellement organisé à Chamonix[107].
- Chaque année a lieu le Derby de La Meije, qui rassemble 1 100 compétiteurs et se déroule dans les vallons de celle-ci, dans un domaine hors-piste.
- L'Ultra Raid de la Meije.
- Le Trophée de la Meije — 16 éditions jusqu'en 2014 —, devenu le Trail de la Meije en 2015[102],[108],[109] ; après une annulation en 2018, le Trail de la Meije a de nouveau lieu à partir de 2021[109]. Depuis 2021, ce trail est relancé par l'association Dénivelé Positif et compte trois parcours[109],[110],[111],[112],[113],[114].
- La foire aux bovins du Chazelet[115], une foire très ancienne qui a lieu chaque année, occasion de la vente de jeunes vaches laitières (races Abondance, Tarine) par des éleveurs locaux à des éleveurs et maquignons des départements de Savoie, Haute-Savoie et d'Italie, pour la production de fromages dont le Beaufort et le Reblochon. Le lieu est réputé pour ses jeunes bêtes nourries de l'herbe des pâturages alpins. Différents stands proposent des produits typiques de montagne.

### Patrimoine naturel

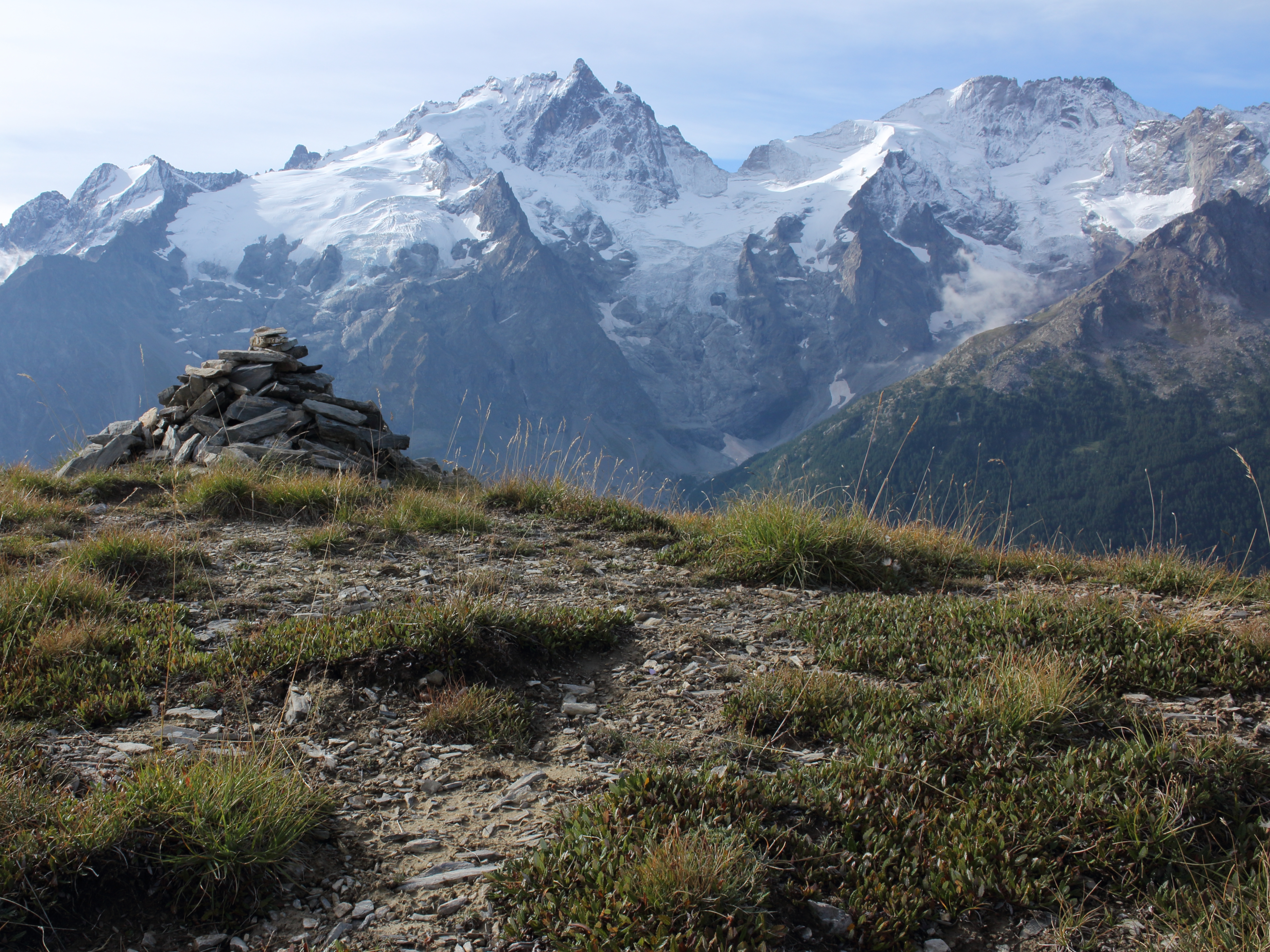
La Meije et ses glaciers vus du Signal de La Grave.

L'environnement naturel de La Grave est marqué par les montagnes, la faune et la flore. Parmi les sites naturels les plus remarquables :
- La Meije ;
- Le massif des Écrins ;
- Le parc national des Écrins ;
- Le plateau d'Emparis ;
- Le lac du Goléon et ses environs ;
- La cascade du Saut de la Pucelle, aux Fréaux ;
- Sur les versants adrets accueillant les villages, un paysage façonné par les champs en terrasses[116].

Sur la commune de La Grave, le site Plateau d'Emparis - Goléon est classé zone Natura 2000, avec 26 habitats (milieux naturels) d'intérêt communautaire dont cinq sont prioritaires pour leur conservation.

### Arboretum
En 1911, un arboretum en mémoire de l'ingénieur Alexandre Surrell est créé à La Grave, en parallèle de l'installation d'un médaillon à l'effigie de celui-ci sur le tunnel du Coin (initialement situé sur l'entrée aval du tunnel ; déplacé ensuite à l'amont). L'arboretum prend place sur la rive droite de la Romanche en aval du bourg de La Grave. À son origine, il comporte des plantations de différentes espèces des Alpes françaises ainsi que d'Amérique du Nord, un petit jardin alpin, une pépinière et des espaces en gazon. En 2003, un état des lieux permet de constater que de nombreux arbres initiaux sont encore présents, parmi les essences locales aussi bien que celles d'Amérique du Nord. Des modifications de l'aménagement ont eu lieu au cours du XXe siècle, avec création d'une aire de pique-nique et d'une aire de jeux.
Le 11 février 2021 en fin de nuit, une avalanche d'une ampleur particulière, partie du glacier du Tabuchet à une altitude d'environ 3 200 m face au bourg de La Grave, est descendue jusqu'aux abords du village : l'arboretum a alors subi des dégâts, avec notamment une vingtaine d'arbres remarquables cassés par l'onde de choc et l'aérosol, ; il a été nettoyé peu après. La coulée en elle-même a été évaluée comme ayant une longueur d'1 km, une largeur de 200 m et une hauteur de 30 m ; l'avalanche s'est écoulée sur un dénivelé de 1 800 m. L'avalanche a traversé et recouvert le torrent de la Romanche sur plus de 6 m de haut par endroit, mais la rivière n'est pas restée obstruée longtemps.

### Lieux et monuments
La Grave compte un monument historique classé (église de l'Assomption, chapelle des Pénitentes et cimetière) et trois autres inscrits (église Saint-Matthieu aux Terrasses, pont sur le Maurian, église Saint-Pierre et Saint-Paul aux Hières) ; un site classé (Plateau d'Emparis sur 2 900 ha, concernant les communes de La Grave, Besse et Mizoën) et sept sites inscrits (église de l'Assomption, chapelle des Pénitentes et cimetière ; cascade du ruisseau descendant du Plateau d'Emparis et aboutissant à la Romanche, rive droite ; cascade dite « du Saut-de-la-Pucelle », formée par le torrent du Ga en amont des Fréaux ; sites inscrits de la Meije ; hameaux du Chazelet et des Terrasses, et leurs abords ; hameau des Hières et ses abords ; hameau de Ventelon).
- Ensemble religieux composé de l'église paroissiale, d'une chapelle et du cimetière, à la Grave, classé monument historique depuis 1959[123]. Cet ensemble comprend l'église Notre-Dame-de-l'Assomption, datant initialement du XIe siècle[124], et de style roman lombard, elle a connu des reconstructions ou modifications aux XVe, XVIIe et XIXe siècles[125]. Font aussi partie de l'ensemble religieux : le cimetière entourant l'église et la Chapelle des Pénitents Blancs[126] (Chapelle de Pénitents Blancs de L'Ordre de Notre-Dame de Gonfalons dit Musée d'Art Religieux[127]). La chapelle des pénitents blancs a été bâtie en 1631 et comporte notamment un chœur voûté d'arêtes et une nef avec un lambris en berceau décoré de toiles peintes ; un escalier dérobé permet l'accès à la tribune et au clocher[33].
- Église paroissiale Saint-Matthieu, dans le hameau des Terrasses, inscrite dans sa totalité monument historique depuis 1988[128]. Construite au milieu du XIXe siècle, grâce au don d'un riche négociant originaire du lieu, Eugène Salomon, elle présente un mélange architectural néo-gothique. La majeure partie de l'édifice est en tuf calcaire issu de tufières du vallon de la Buffe ; seuls le soubassement et les quatre piliers du porche sont en calcaire gris[129]. Le porche est inspiré de ceux des églises du XVIe siècle, nombreux dans les Alpes du Sud[33]. Comme les autres églises du canton construites ou restaurées dans la seconde moitié du XIXe siècle, ses parois intérieures sont ornées de décors peints ; le vitrail de son mur nord a été réalisé en 1863 par l'atelier parisien Lusson[33].
- Église Saint-Pierre-et-Saint-Paul, dans le hameau des Hières, classée dans sa totalité monument historique depuis 1991[130],[131]. À la fin du XVe, la paroisse des Hières s'est détachée de celle de La Grave ; elle possédait alors une chapelle : l'église aurait été bâtie au début du XVIIe siècle et comporterait des éléments de l'ancienne chapelle[33]. Le clocher est marqué de la date 1607 ; il est en forme de tour carrée étagée en trois niveaux par des cordons de tuf et comporte dans sa partie haute des fenêtres géminées et une frise d'inspiration lombarde ; il rappelle ainsi le clocher de l'église du bourg principal de La Grave, tout en lui étant postérieur[33].
- Chapelle Notre-Dame-de-Tout-Secours, située près du hameau des Hières.
- Chapelle Saint-Jacques, dans le hameau de Ventelon.
- Oratoire Sainte-Anne du Chazelet[132], aussi nommé oratoire des Portes ou chapelle Sainte-Anne, souvent présent sur les cartes postales et photographies de la Meije prises depuis ce hameau. Cet édifice est bâti en tuf calcaire[129].
- Chapelle Notre-Dame-de-Bon-Repos (ou Notre-Dame-de-Bon-Secours), située sur un promontoire au bord d'un sentier entre le Chazelet et les Fréaux. Cet édifice est construit à partir d'un ancien oratoire, qui en forme le porche[33]. Ses murs présentent du tuf calcaire[129]. C'est le seul lieu de culte à l'écart d'un village[33].
- Chapelle Notre-Dame-de-Pitié, mentionnée dans l'Inventaire général du Patrimoine culturel français[133].
- Chapelle Saint-Antoine dans le hameau d'estive du Rivet[33].
- Il existait autrefois à Valfroide une chapelle Saint-Cosme-et-Saint-Damien, mais elle est détruite, de même qu'une chapelle Sainte-Luce à Puy-Golèfre, détruite également[33].
- Oratoire Saint-Joseph, en tuf[33], situé le long de la route départementale 1091, entre La Grave et Villar-d'Arêne.
- Pont franchissant le Maurian, situé sur la route départementale 1091 entre la Grave et Villar-d'Arêne, classé monument historique en 1989[134].
- Plusieurs constructions et éléments de construction de La Grave et ses hameaux sont inscrits à l'Inventaire général du Patrimoine culturel[133], créé par André Malraux en 1964 et ayant pour mission de recenser, étudier et faire connaître le patrimoine de la France[135]. Parmi ceux-ci : une ferme (dite montagne), des resserres typiques de ces villages (appelées chambres et greniers) construites à l'écart des maisons d'habitation pour les protéger des incendies, des plaques et des inscriptions vieilles de plusieurs siècles et du mobilier ancien[133].
- Téléphériques des glaciers de la Meije[136] ; cet ensemble formé de deux tronçons part du village principal de La Grave (à environ 1450 mètres d'altitude) et mène sur le massif de la Meije, à une altitude de 3200 mètres, avec une halte possible à la gare intermédiaire située à 2400 mètres d'altitude[137],[138]. Ces téléphériques permettent un tourisme contemplatif aussi bien que différents accès à des randonnées ou des courses d'alpinisme[138].
- Grotte de glace de la Meije : située à 3200 mètres d'altitude, les galeries de cette grotte sont taillées dans le glacier, de même que les sculptures qu'elles abritent[139],[138]. Son accès est notamment permis par les Téléphériques des glaciers de la Meije[139],[136],[137].

Quelques édifices notoires de la commune
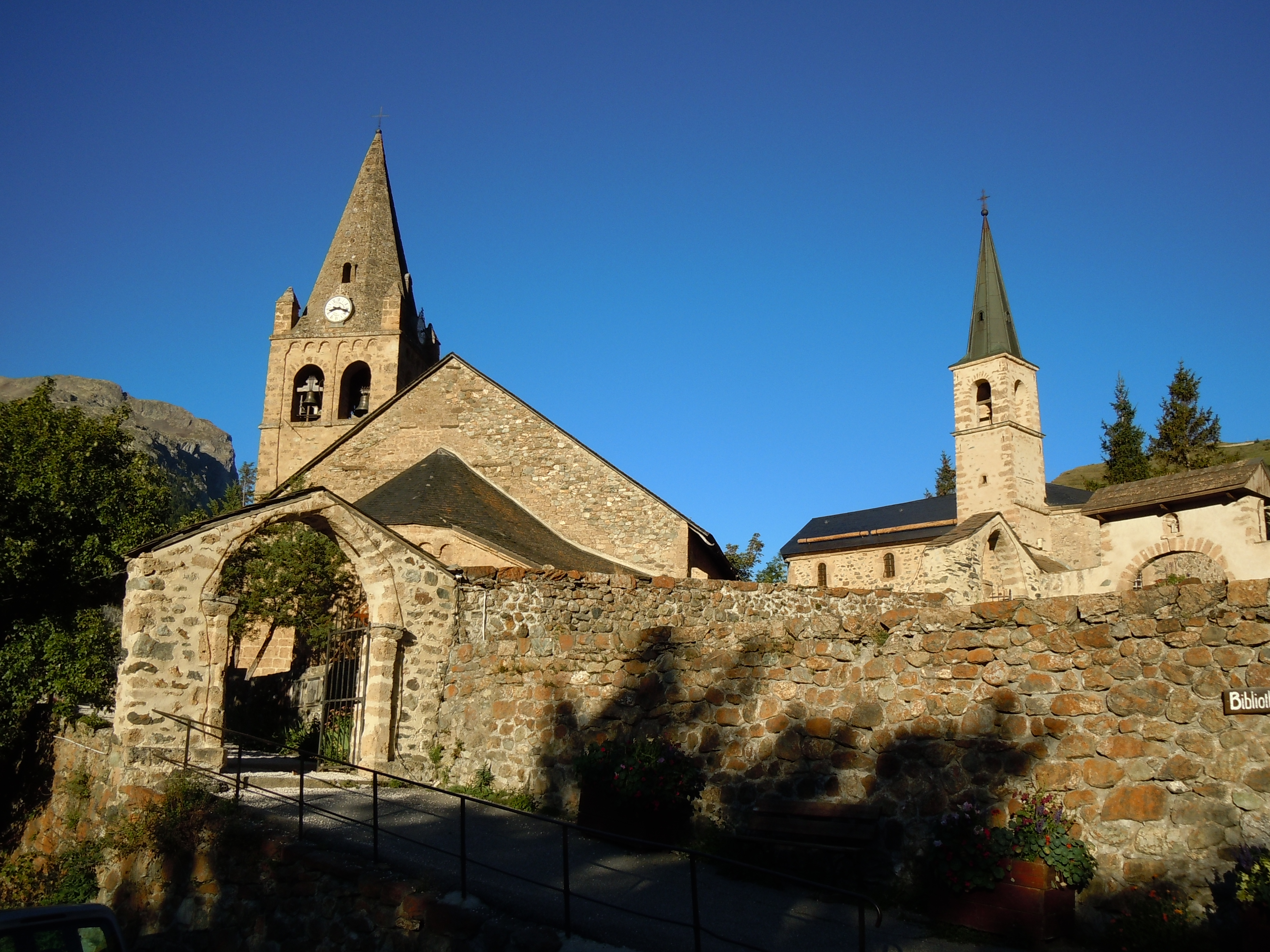
L'ensemble religieux composé de l'église paroissiale de l'Assomption, de la chapelle des pénitents et du cimetière.
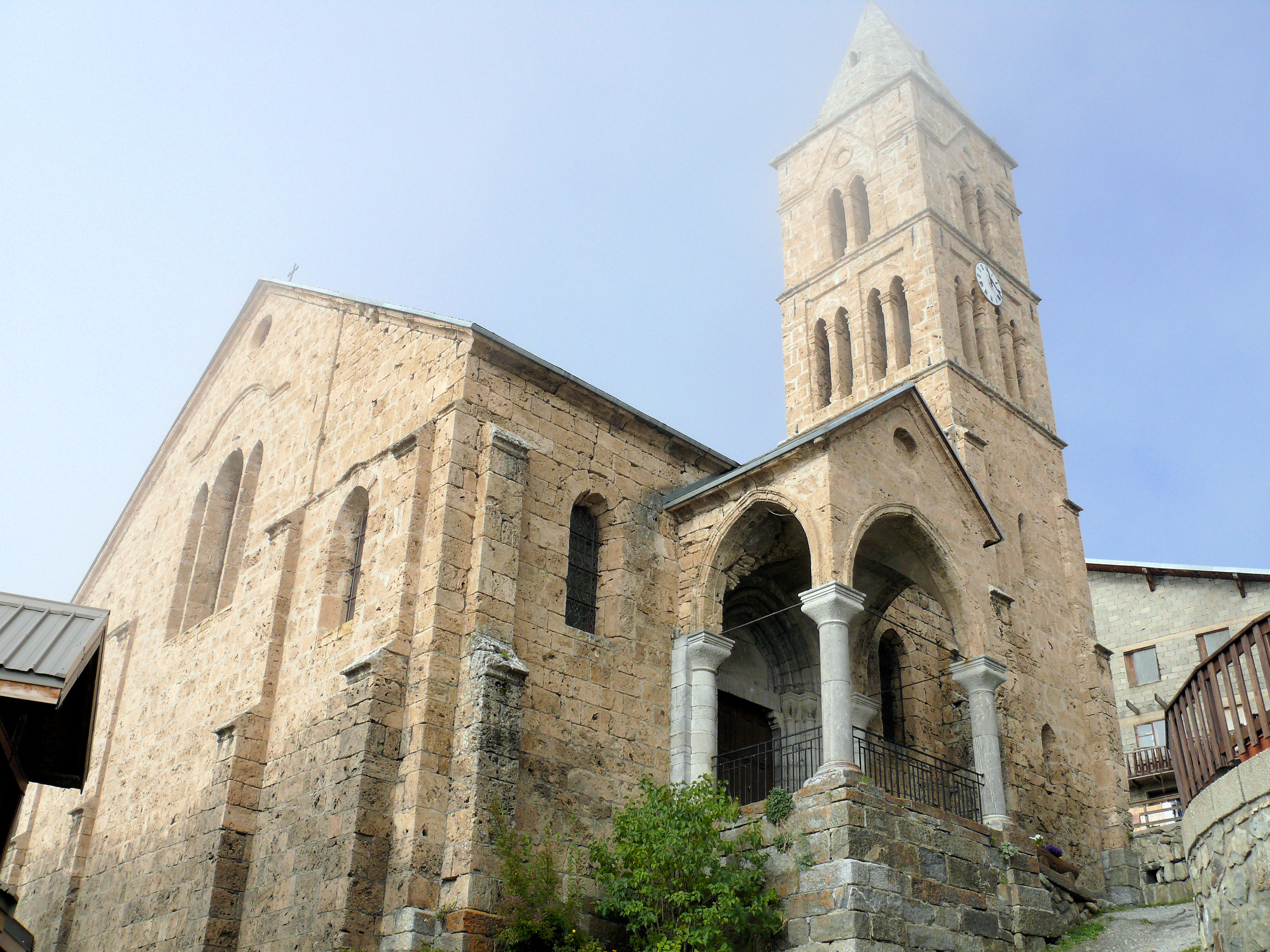
L'église Saint-Matthieu et son porche, hameau des Terrasses.
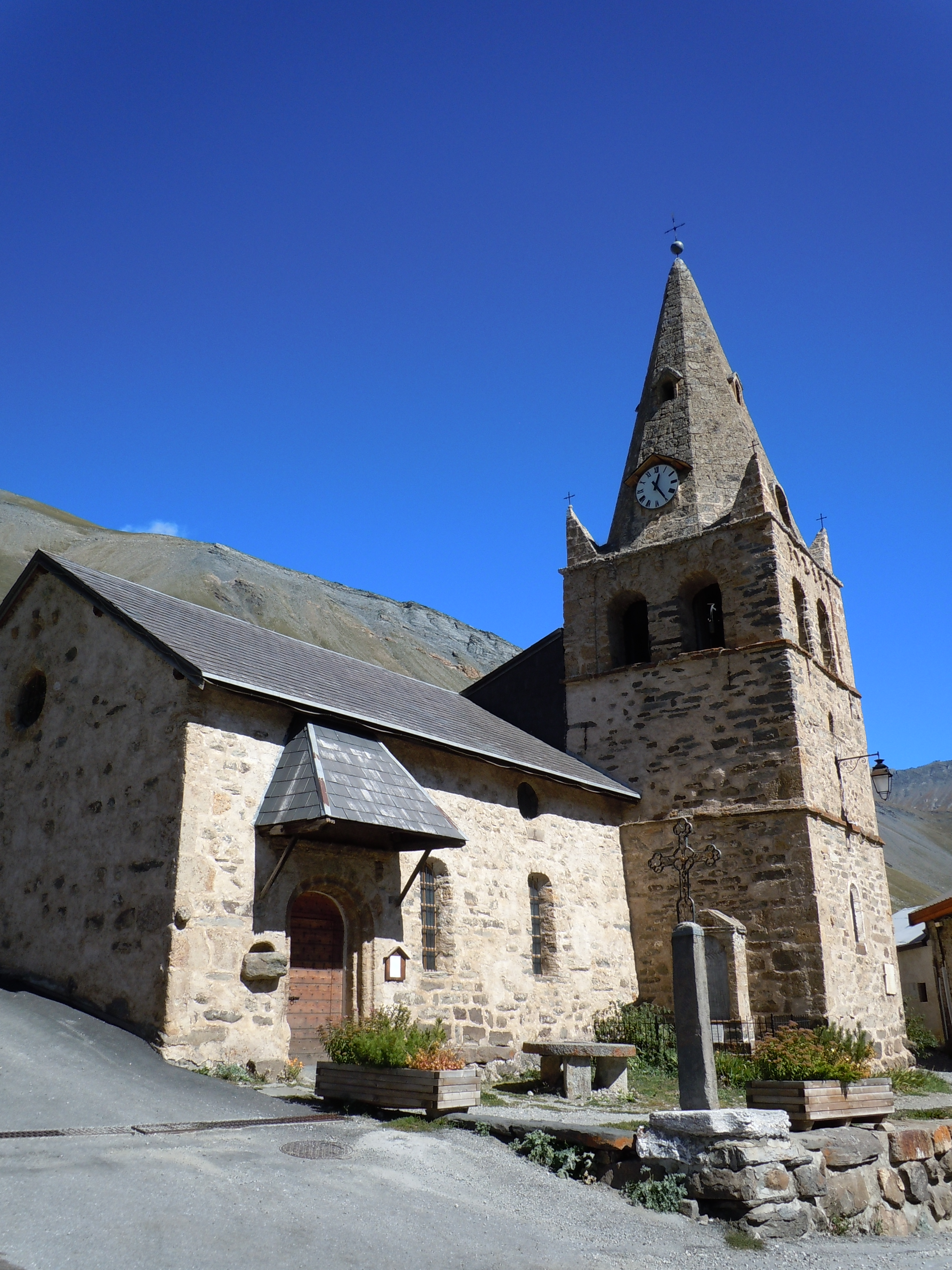
L'église Saint-Pierre-et-Saint-Paul, hameau des Hières.
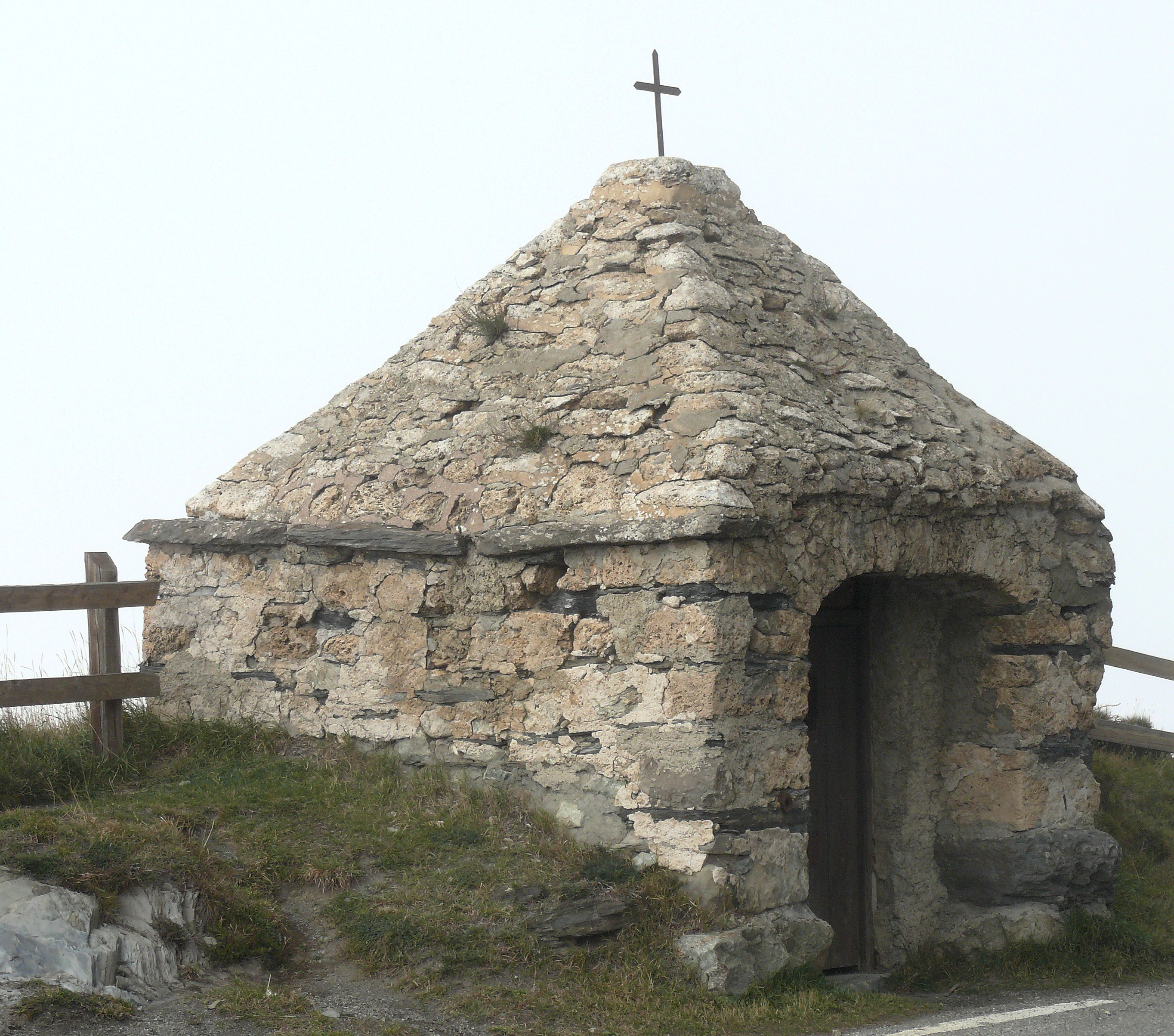
L'oratoire Sainte-Anne du hameau du Chazelet.
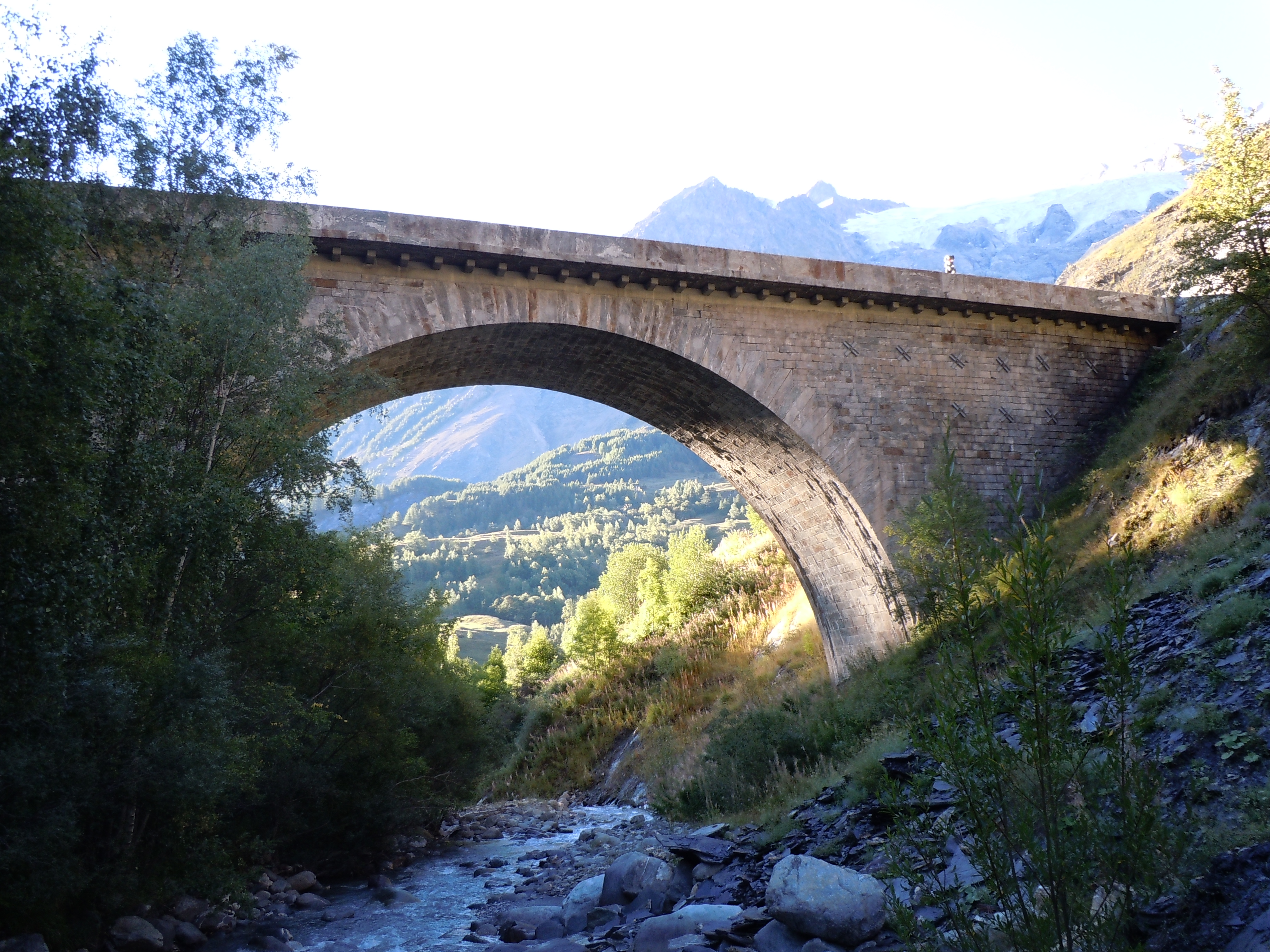
Le pont sur le Maurian, sur lequel passe l'actuelle RD 1091, entre La Grave et Villar-d'Arêne.

### Personnalités liées à la commune
- Nicolas de Nicolay, né à la Grave en 1517, géographe du roi de France Henri II, puis de Charles IX. Grand voyageur, il est l'un des premiers Européens « modernes » à avoir décrit Alger. Auteur de Navigations et pérégrinations.
- Amable Rome (1781-1850), médecin et philanthrope né à La Grave, fut selon des sources historiques, le principal modèle de Balzac pour le héros de son roman Le Médecin de campagne.
- Honoré Pallias (Honoré Pierre François Pallias, dit Pallias-Salomon), né le 13 juin 1833 à La-Grave-en-Oisans, dans le hameau des Terrasses, mort le 5 septembre 1896 à Lyon ; il était négociant en bonneterie à Lyon, bibliophile et a écrit et publié plusieurs ouvrages sur le Dauphiné[140],[141],[59]. Il a été correspondant de l'Académie delphinale ; membre titulaire de la Société d'archéologie, d'histoire et de géographie de la Drôme ; correspondant de la Société d'études des Hautes-Alpes ; membre de la Société d'histoire et d'archéologie de Maurienne ; membre fondateur de la Société de topographie historique de Lyon en 1872 ; membre titulaire puis secrétaire, président et trésorier de la Société littéraire, historique et archéologique de Lyon ; et membre de la Société linnéenne de Lyon[140]. Il a également été conseiller général du canton de La Grave de 1879[59] à 1880. Par ailleurs, il a contribué à plusieurs œuvres de charité et a été administrateur de l'hospice des incurables de Saint-Alban et trésorier de la fabrique de la paroisse de Saint-Nizier ; sa succession comportait un don pour la fondation d'un hospice ou d'un bâtiment pour la mairie à La Grave[59].
- Prosper-Amable Berthet, né le 17 février 1838 à La Grave, dans le hameau des Hières, nommé évêque de Gap le 24 avril 1889[142].
- Émile Pic (1846-1904) a été cultivateur et bourrelier à La Grave, guide avec brevet de la Société des touristes du Dauphiné (STD) puis du Club alpin français (CAF), ainsi que gardien du refuge Évariste Chancel (situé à 2 506 m sur les pentes du massif de la Meije)[143]. La STD a fait des tournées d'instruction auxquelles il a contribué avec le guide Pierre Gaspard, et il a aussi été correspondant scientifique de cette société, notamment pour l'observation de l'évolution des glaciers[143]. Deux lieux du massif des Écrins sont nommés en son hommage : le col Émile Pic et la roche Émile Pic[143],[144].
- Olivier Messiaen passait tous ses étés à la Grave depuis 1950. Le festival Messiaen au pays de la Meije créé en hommage au compositeur se déroule depuis 1998 au pied des glaciers[104].
- Paul-Louis Rousset, a été curé de La Grave, guide, grand alpiniste et historien ayant écrit plusieurs ouvrages sur la région[145].
- L'écrivain Henri Ferrand passait du temps à la Grave et vouait un culte particulier à La Meije et insistait pour que le sommet soit orthographié avec un d, en respectant le patois local[61]. Fondateur de la section iséroise du Club alpin français en 1874, puis auteur de plus de 250 publications et rédige près de la moitié des articles sur les Alpes dans le Grand dictionnaire géographique et administratif de la France de Paul Joanne, il s'est distingué dans la promotion du tourisme dans le Dauphiné et a été l'un des pionniers dans la parution d'ouvrages illustrés par la photographie[146].

### Accueil de tournages de films
La commune accueille de temps à autre des tournages de films cinématographiques ou publicitaires.
En 2013, certaines scènes du film The Program ont été tournées à La Grave.
Plusieurs séquences de l'épisode L'Homme perdu de la série télévisée Alex Hugo, diffusé à la télévision française le 20 septembre 2017, ont été tournées sur le territoire de la commune.

### La Grave dans les Beaux-arts
Victor Cassien (1808-1893), lithographe, graveur, dessinateur et photographe français, a réalisé plusieurs lithographies avec pour sujets les environs de La Grave, tels la Cascade des Fraux (Fréaux). Le peintre français Henri Blanc-Fontaine (1819-1897) a réalisé l’œuvre Souvenir de La Grave (Montagne du Dauphiné), en 1855 ; cette huile sur toile, qui a obtenu une mention honorable à l'Exposition universelle de Paris de 1855, est visible au Musée de Grenoble. Laurent Guétal (1841-1892), peintre et abbé français, a peint La Meije vue de la hautevallée de la Romanche. Charles Bertier (1860-1924), peintre paysagiste français, a réalisé plusieurs œuvres inspirées du site de la Haute-Romanche, dont : La Meije et le Pont Maurian à la Grave-Htes Alpes, ; La Meije vue du Chazelet ; La Meije, vue du hameau, les Terrasses (la Grave) ; Vallée de la Romanche au Pied-du-Col ; et Les Fréaux près de La Grave. Charles-Henri Contencin (1898-1955) a peint plusieurs œuvres dans le canton de La Grave, dont Soir sur la Meije (peinture faisant apparaître l'oratoire du Chazelet au premier plan), Soir d'hiver sur la Meije, La Meige (sic) (avec au premier plan ce qui peut être la chapelle de Ventelon), Les Terrasses et la Meige (sic) (avec au premier plan le porche de l'église des Terrasses), La Meige (une vue sans chapelle au premier plan), La Meige vue de la Grande Ruine, La Meige, le lac Lérié (le lac Lérié est situé sur le plateau d'Emparis).

Quelques tableaux de La Grave
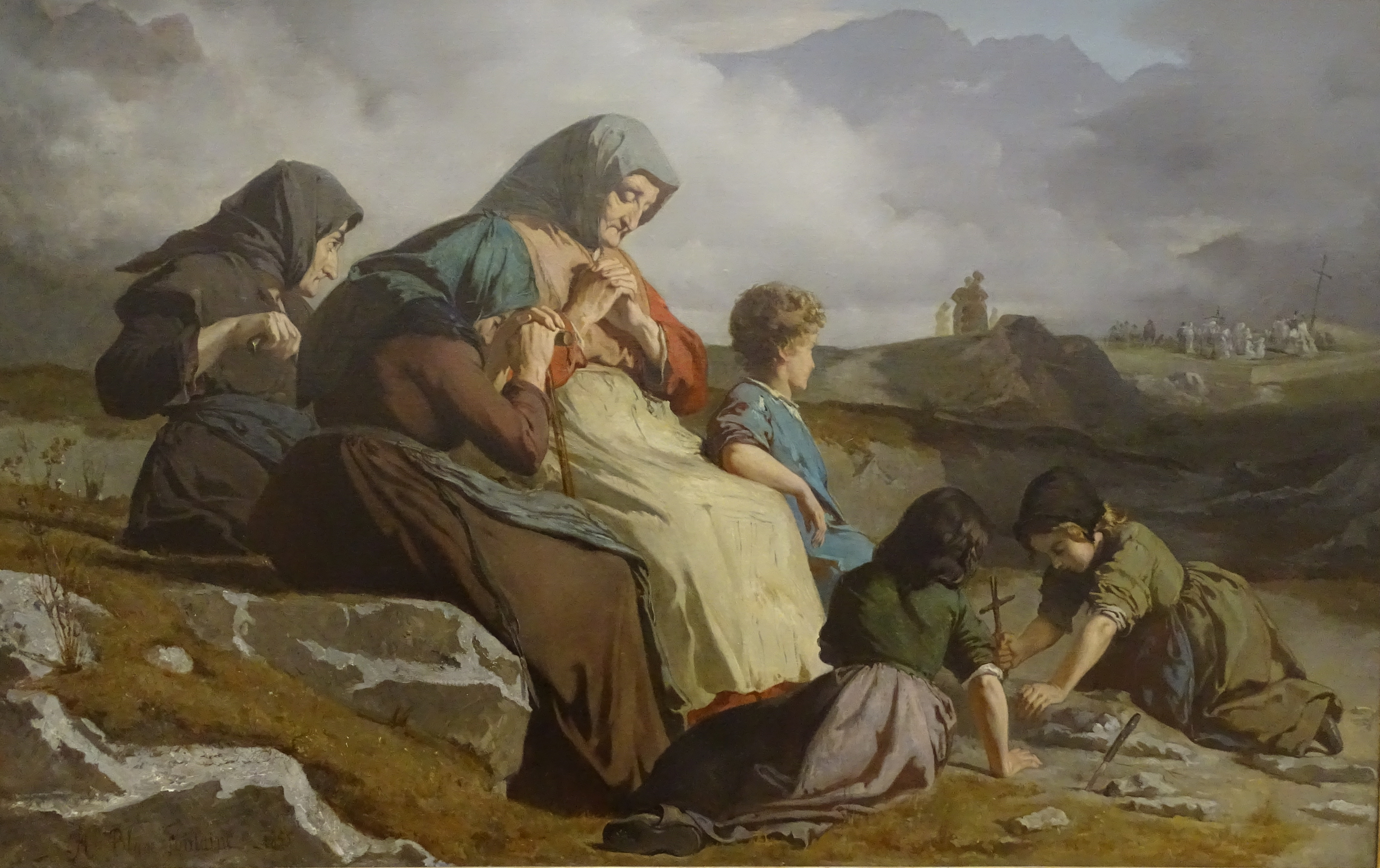
Souvenir de La Grave (montagne du Dauphiné), huile sur toile de Henri Blanc-Fontaine, en 1855.
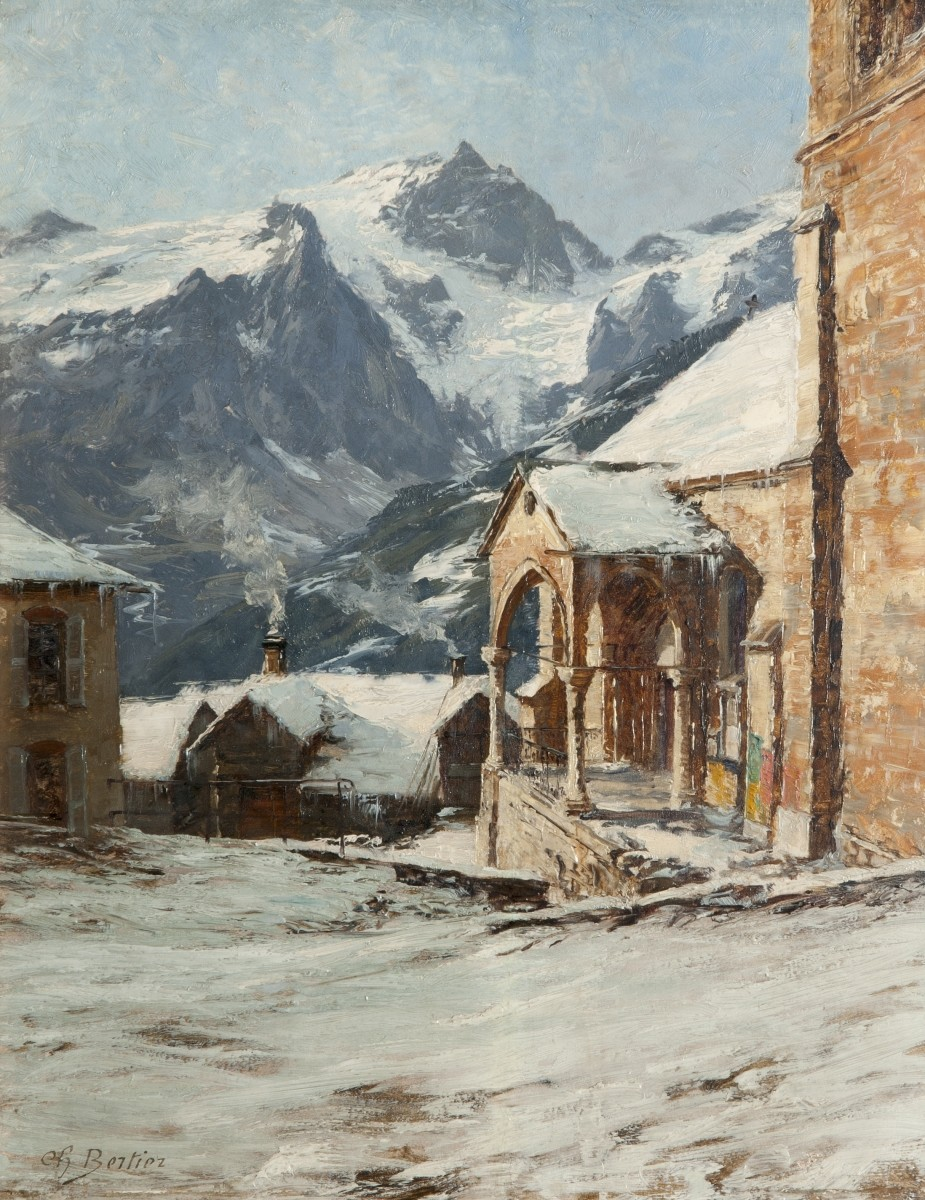
La Meije, vue du Hameau, les terrasses (La Grave), Charles Bertier.
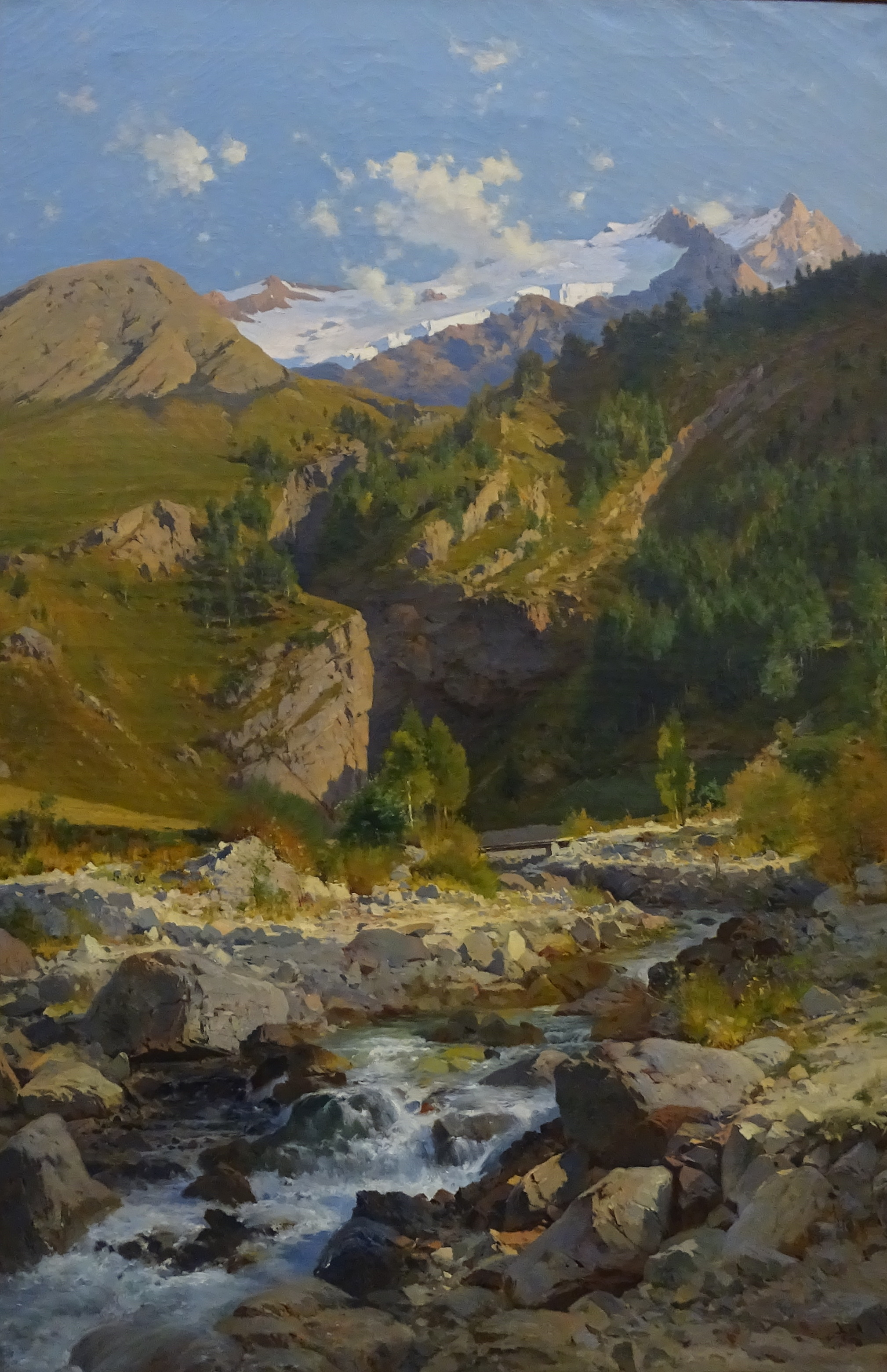
Le Torrent de Chalvachére, le glacier du Tabuchet et la Meije, Laurent Guétal, 1888, Musée de Grenoble.
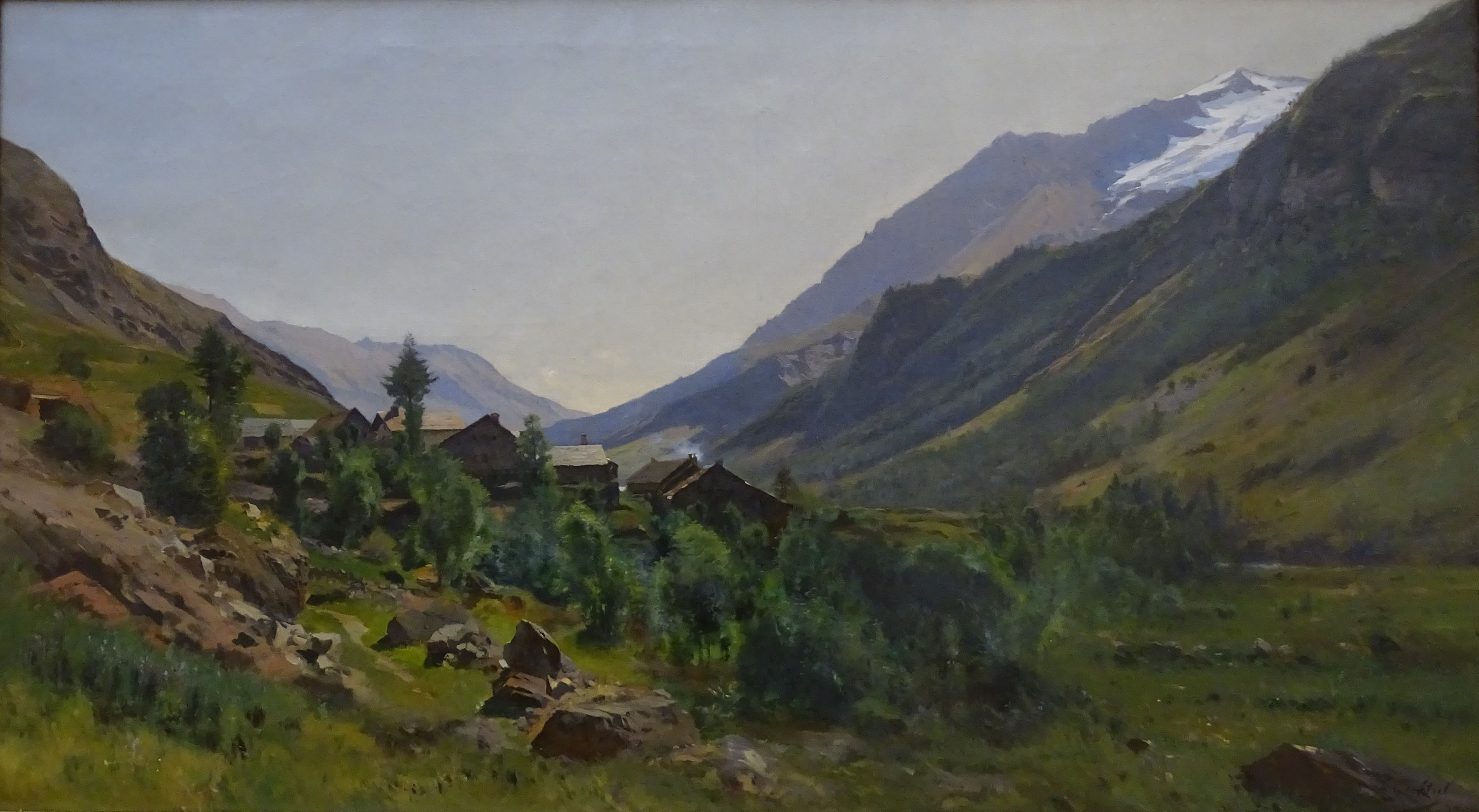
Les Fréaux, Laurent Guétal, 1889, Musée de Grenoble.
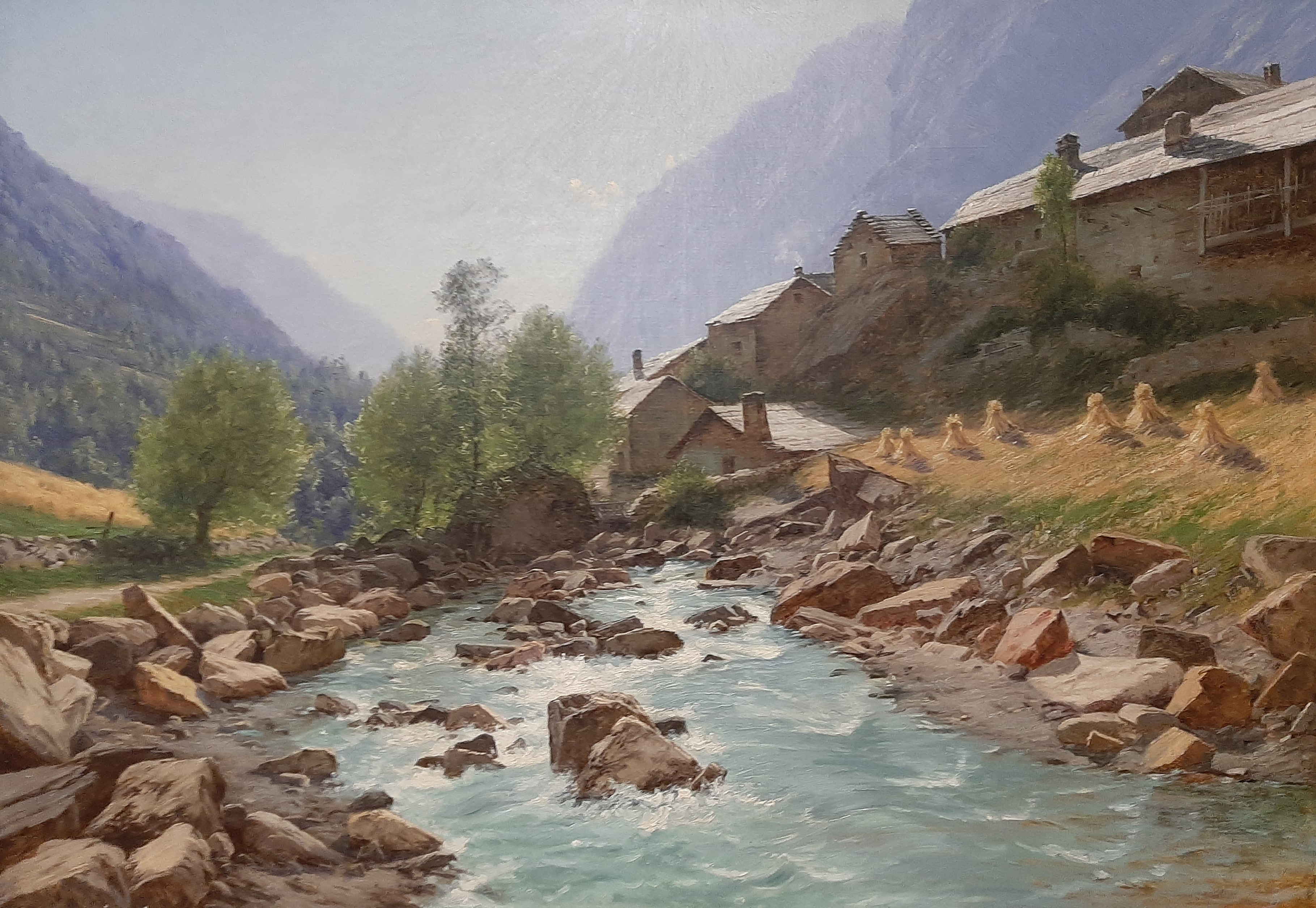
Les Fréaux près de La Grave, Hautes Alpes, tableau de Charles Bertier, 1894, Musée de Grenoble.

## Dans la culture populaire

### Télévision
- Plusieurs scènes de la série policière télévisée Alex Hugo ont été tournées dans les paysages du Champsaur.

### Littérature
En 1911, paraît en feuilleton dans La Revue politique et littéraire, la nouvelle Le cas de Jean Bunant, du romancier Édouard Estaunié — qui deviendra plus tard membre de l'Académie française — : le récit se situe à La Grave et traite de la fascination croissante d'un homme venu de la ville pour la Meije,.

### Héraldique
| Blason de Grave (La) | Blason  | D'azur à trois fleurs de lys d'or surmontées d'un lambel d'argent, au filet en bande de sable brochant sur le tout. |
| Blason de Grave (La) | Détails | Le statut officiel du blason reste à déterminer.                                                                    |